# Корейская война
Корейская война — война между Северной и Южной частью Корейского полуострова с 1950 по 1953 год. Война началась 25 июня 1950 года, когда Северная Корея вторглась в Южную Корею после столкновений на границе и восстаний в Южной Корее. Северную Корею поддерживали Китай (Китайская Народная Республика) и Советский Союз, а Южную Корею — Соединённые Штаты Америки и союзные страны (как единые силы ООН во главе с США). Боевые действия закончились соглашением о перемирии 27 июля 1953 года, без подписания мирного договора (из-за чего конфликт формально продолжается по сей день).
В 1910 году Императорская Япония аннексировала Корею, где она правила в течение 35 лет до капитуляции 15 августа 1945 года в конце Второй мировой войны. Соединённые Штаты и Советский Союз разделили Корею по 38-й параллели на две оккупационные зоны. Советский Союз управлял северной зоной, а американцы — южной. В 1948 году в результате напряженности холодной войны оккупационные зоны стали двумя суверенными государствами. Социалистическое государство Корейская Народно-Демократическая Республика (КНДР) было создано на севере под тоталитарным коммунистическим руководством Ким Ир Сена, а капиталистическое государство Республика Корея — на юге под авторитарным автократическим руководством Ли Сын Мана. Оба правительства двух новых корейских государств утверждали, что являются единственным законным правительством всей Кореи, и ни одно из них не признавало границу постоянной.
Силы северокорейских вооружённых сил (Корейская народная армия) пересекли границу и вошли в Южную Корею 25 июня 1950 года. Иосиф Сталин имел право окончательного решения и несколько раз требовал от Северной Кореи отложить вторжение, пока он и Мао Цзэдун не дали своё окончательное одобрение весной 1950 года. Совет Безопасности Организации Объединённых Наций осудил действия Северной Кореи как вторжение и санкционировал формирование командования Организации Объединённых Наций (КООН) и отправку сил в Корею для отражения наступления. Советский Союз бойкотировал Организацию Объединённых Наций за признание Тайваня (Китайской Республики) Китаем, а Китай (Китайская Народная Республика) на материке не был признан Организацией Объединённых Наций, поэтому ни один из них не мог поддержать своего союзника Северную Корею на заседании Совета Безопасности. В конечном итоге двадцать одна страна Организации Объединённых Наций внесла свой вклад в силы Организации Объединённых Наций, при этом Соединённые Штаты предоставили около 90 % военного персонала.
После первых двух месяцев войны южнокорейская армия и американские войска, спешно переброшенные в Корею, оказались на грани поражения, отступив на небольшой участок за оборонительной линией, известной как Пусанский периметр. В сентябре 1950 года в Инчхоне было начато рискованное десантное контрнаступление Организации Объединённых Наций, отрезавшее войска и пути снабжения Корейской народной армии в Южной Корее. Те, кто избежал окружения и плена, были вынуждены вернуться на север. Силы Организации Объединённых Наций вторглись в Северную Корею в октябре 1950 года и быстро двинулись к реке Ялуцзян — границе с Китаем, — но 19 октября 1950 года китайские войска Народной добровольческой армии пересекли Ялуцзян и вступили в войну. Организация Объединённых Наций отступила из Северной Кореи после первого этапа наступления и второго этапа наступления. К концу декабря китайские войска находились в Южной Корее.
В этих и последующих боях Сеул был захвачен 4 раза, а коммунистические силы были отброшены на позиции около 38-й параллели, недалеко от того места, где началась война. После этого фронт стабилизировался, и последние 2 года были войной на истощение. Однако война в воздухе никогда не заходила в тупик. Северная Корея подверглась массированной бомбардировке Соединённых Штатов. Реактивные истребители впервые в истории сошлись в воздушном бою, а советские лётчики скрытно летали, защищая своих коммунистических союзников.
Боевые действия закончились 27 июля 1953 года, когда в Пханмунджоме было подписано Соглашение о перемирии в Корее. Соглашение создало корейскую демилитаризованную зону, чтобы разделить Северную и Южную Корею, и разрешило возвращение заключённых. Однако мирный договор так и не был подписан, и две Кореи технически всё ещё находятся в состоянии войны, вовлечённые в замороженный конфликт.
Корейская война была одним из самых разрушительных конфликтов современной эпохи, в результате которой погибло около трёх миллионов человек, а количество погибших среди гражданского населения в процентном плане было больше, чем во Второй мировой войне или войне во Вьетнаме. Война повлекла за собой разрушение практически всех крупных городов Кореи, тысячи массовых убийств с обеих сторон, в том числе массовое убийство десятков тысяч подозреваемых в связях с коммунистами правительством Южной Кореи, а также пытки и принудительное голодание военнопленных северокорейцами. Северная Корея стала одной из самых сильно разбомбленных стран в истории. Кроме того, по оценкам, несколько миллионов северокорейцев бежали из Северной Кореи в ходе войны.

## Названия
В английском языке корейский конфликт традиционно называется «Корейской войной» (англ. Korean War), при этом в США он формально считался не войной, а «полицейской операцией» (англ. Police action). Военное положение в США так и не было объявлено, хотя президент Г. Трумэн и вынашивал такие планы, так как это облегчило бы перевод экономики страны «на военные рельсы» за счёт ограничения выпуска гражданской продукции.
В Республике Корея распространено название «Инцидент 25 июня», «Инцидент 6-2-5» Югио сабён (кор. 육이오 사변?, 六二五 事變?), по дате начала боевых действий, или «Корейская война» Хангук Чонджэн (кор. 한국전쟁?, 韓國戰爭?); до начала 1990-х годов её также часто именовали «Смута 25 июня», «Смута 6-2-5», Югио ран (кор. 육이오란?, 六二五亂?).
В КНДР война именуется «Отечественной освободительной войной», Чогук Хэбан Чонджэн (кор. 조국해방전쟁?, 祖國解放戰爭?).
В КНР используется название «Война сопротивления американской агрессии и оказания помощи корейскому народу» (кит. 抗美援朝) или более мягкое «Корейская война» (кит. 朝鲜战争/朝鮮戰爭). Другое распространённое название, использующееся в китайском языке — «韩战/韓戰», аббревиатура слов «Корейская война».

## Исторические предпосылки
Корея с конца XIX века вела борьбу с японской колонизацией, с 1910 года до окончания Второй мировой войны она была аннексирована Японией. Стихийные крестьянские восстания жестоко подавлялись японскими властями. Лидером организованной национально-освободительной борьбы стало «Корейское общество возрождения отечества» под руководством командира 6-й дивизии Второго фронта Объединённой антияпонской армии Ким Ир Сена (1912—1994), вставшего в октябре 1949 года у руля правления Кореей. Осенью 1937 года японские жандармы, напав на след Общества освобождения отечества, провели аресты в уезде Чанпай (Маньчжурия) и в пограничных с Китаем районах Кореи. Полиция арестовала подпольщиков. Среди них были руководители корейских коммунистов. Японская полиция доложила о прекращении деятельности Общества возрождения отечества. К концу 1940 года японцам удалось почти полностью подавить вооружённое выступление корейских и китайских партизан в Маньчжурии.
5 апреля 1945 года СССР денонсировал Пакт о ненападении с Японией, а 8 августа, в соответствии с соглашением, заключённым с США, объявил войну Японской империи.
16 июля 1945 года на полигоне Аламогордо произошло первое успешное испытание ядерной бомбы силами США. 6 августа 1945 года американская авиация осуществила сброс атомной бомбы на центр японского города Хиросима.
Спустя 2 дня советские войска вошли на территорию Маньчжурии, разгромив за 15 дней группировку Квантунской армии, взяли Корею с севера, американские же — высадились на Корейский полуостров с юга.
10 августа 1945 года, в связи с неизбежной японской капитуляцией, США и СССР договорились разделить Корею по 38-й параллели, предполагая, что японские войска к северу от неё сдадутся Красной армии, а капитуляцию южных формирований примут США. Полуостров, таким образом, был разделён на северную советскую и южную американскую части. Предполагалось, что такое разделение является временным.
В декабре 1945 года США и СССР подписали договор о временном управлении страной. В обеих частях, северной и южной, были сформированы правительства. На юге полуострова США при поддержке ООН провели выборы; было избрано правительство во главе с Ли Сын Маном. Левые партии бойкотировали эти выборы. На севере власть была передана советскими войсками коммунистическому правительству — как лидеру национально-освободительной борьбы во главе с популярным в народе Ким Ир Сеном. Страны антигитлеровской коалиции предполагали, что через некоторое время Корея должна воссоединиться, однако в условиях начинающейся холодной войны СССР и США не смогли договориться о деталях этого воссоединения, поэтому в 1947 году Организация Объединённых Наций с подачи президента США Г. Трумэна приняла ответственность за будущее Кореи на себя.
Как Ли Сын Ман, президент Южной Кореи, так и Ким Ир Сен, председатель Кабинета министров КНДР и председатель ЦК Трудовой партии Кореи, не скрывали своих намерений: оба режима стремились объединить полуостров под своим главенством. Принятые в 1948 году Конституции обоих корейских государств недвусмысленно провозглашали целью своего правительства распространение его власти на всю территорию страны. Показательно, что в соответствии с северокорейской Конституцией 1948 года столицей страны считался Сеул, в то время как Пхеньян был, формально, только временной столицей страны, в которой высшие органы власти КНДР находились лишь до «освобождения» Сеула. При этом к 1949 году как советские, так и американские войска были выведены с территории Кореи. 1 октября 1949 года была образована КНР. Согласно советским данным, «только в 1949 году южнокорейские воинские части и полицейские подразделения совершили 2617 вооружённых вторжений в КНДР, было 71 нарушение воздушной границы и 42 вторжения в территориальные воды».
Правительство КНР с тревогой следило за накалявшейся обстановкой в Корее. Мао Цзэдун был убеждён в том, что американская интервенция в Азию дестабилизирует обстановку в регионе и неблагоприятно повлияет на его планы разбить силы Гоминьдана Чан Кайши, обосновавшиеся на Тайване.
12 января 1950 года государственный секретарь США Дин Ачесон заявил, что американский оборонный периметр в Тихом океане охватывает Алеутские острова, японские острова Рюкю и Филиппины, что говорило о том, что Корея не входит в сферу ближайших государственных интересов США. Этот факт прибавил решимости северокорейскому правительству в развязывании вооружённого конфликта и помог убедить Сталина в том, что военное вмешательство США в корейский конфликт маловероятно.

## Подготовка к войне
По утверждению бывшего начальника оперативного управления Генерального штаба северокорейской армии Пак Сон Чхоля, подготовка к нападению на Республику была начата ещё осенью 1948 года, а окончательное решение было принято после встречи Ким Ир Сена и И.В. Сталина весной 1950 года. С начала 1949 года Ким Ир Сен начал обращаться к советскому правительству с просьбами о помощи в полномасштабном вторжении в Республику Корея. Он подчёркивал, что правительство Ли Сын Мана не пользуется популярностью, и утверждал, что вторжение северокорейских войск приведёт к массовому восстанию, в ходе которого жители Южной Кореи, взаимодействуя с северокорейскими частями, сами свергнут сеульский режим.
И. В. Сталин, ссылаясь на недостаточную степень готовности северокорейской армии и возможность вмешательства в конфликт войск США и развязывания полномасштабной войны с применением ядерного оружия, предпочёл не удовлетворить эти просьбы Ким Ир Сена. Вероятнее всего, Сталин считал, что ситуация в Корее может привести к новой мировой войне. Несмотря на это, СССР продолжал оказывать Северной Корее большую военную помощь, и КНДР продолжала наращивать свою военную мощь, организуя армию по советской модели и под руководством советских военных советников. Большую роль также играли этнические корейцы из Китая, ветераны Народно-освободительной армии Китая, которые с согласия Пекина перешли на службу в северокорейские вооружённые силы. Таким образом, к началу 1950 года северокорейские вооружённые силы превосходили южнокорейские по всем ключевым компонентам. Наконец после немалых колебаний и поддавшись на настойчивые уверения Ким Ир Сена Сталин дал согласие на проведение военной операции. Детали были согласованы во время визита Ким Ир Сена в Москву в марте — апреле 1950 года. В разработке плана вторжения в Республику Корея принимал участие главный военный советник в КНДР генерал-лейтенант Николай Васильев. 27 мая посол СССР в КНДР Терентий Штыков сообщил в телеграмме Сталину, что общий план нападения готов и одобрен Ким Ир Сеном.
Северокорейская сторона и вслед за ней СССР последовательно утверждали, что виновником и инициатором войны стал режим Ли Сын Мана. Некоторые современные российские историки отошли от этой точки зрения и полагают режим Ким Ир Сена в большей степени виновным в развязывании войны.

## Силы сторон

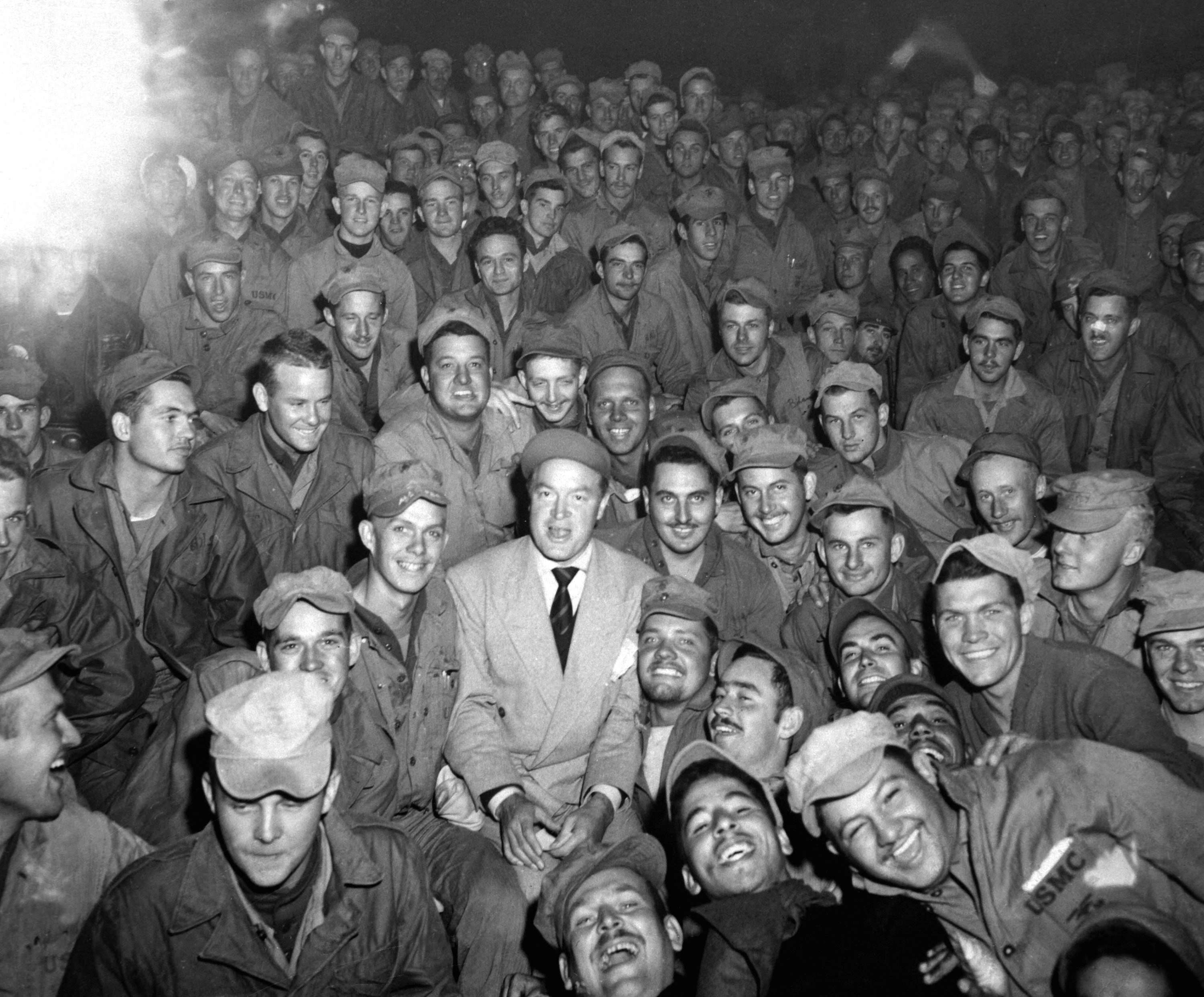
Боб Хоуп с американскими солдатами, воюющими в Корее

Численность войск (человек):
- Войска ООН:
  -  Республика Корея — 590 112
  -  США — от 302 483 до 480 000
  -  Великобритания — 63 000[51] (две пехотные бригады, танковый полк, сапёрный батальон)
  -  Филиппины — 7430[52] (пехотный батальон и другие части)
  -  Канада — от 6146 до 26 791[53] (усиленная пехотная бригада)
  -  Турция — 5190[54] (пехотная бригада, затем развёрнутая в дивизию)
  -  Нидерланды — 3972 (усиленный пехотный батальон)
  -  Франция — 3421[55] (усиленный пехотный батальон)
  -  Австралия — 2282 (два пехотных батальона)
  -  Греция — 2163[56] (пехотный батальон)
  -  Новая Зеландия — 1389 (артиллерийский дивизион)
  -  Таиланд — 1294 (пехотный батальон)
  -  Эфиопия — 1271[50] (пехотный батальон)
  -  Колумбия — 1068 (пехотный батальон)
  -  Бельгия — 900 (пехотный батальон)
  -  ЮАС — 826
  -  Люксембург — 44 (пехотная рота в составе бельгийского батальона)

Всего: от 933 845 до 1 100 000 чел. При этом, кроме США и Южной Кореи, воинские формирования в ранге дивизии имели только Великобритания и Турция. 80 % солдат турецкой дивизии составляли евреи (командование турецкой армии целенаправленно выбирало из турецких частей солдат еврейской национальности и отправляло их на войну). 
Кроме того, Дания, Италия, Норвегия и Индия направили в состав сил ООН по полевому госпиталю (при этом Индия в соответствии с принципом нейтральности точно такой же госпиталь направила и Северной Корее). 
В июле 1951 года британские, австралийские, канадские и новозеландские воинские части были объединены в 1-ю пехотную дивизию Содружества; все прочие контингенты включались в состав американских дивизий или даже полков.
Коалиции предлагали свои услуги также Никарагуа, Аргентина, Судан, дореволюционная Куба. Чан Кайши предлагал отправить в Корею контингент в 33 000 человек, но по политическим мотивам США решили этого не делать. В просьбе Либерии также было отказано из-за крайне низкого уровня подготовки её военнослужащих.
- Северная коалиция (данные приблизительны)[50][неавторитетный источник]:
  -  КНДР — 280 000
  -  Китай — китайские народные добровольцы: 780 000
  -  СССР — группа советских военных специалистов в Корее: только в составе 64 ИАК в 1952 году насчитывалось до 26 тыс. военнослужащих (авиационные и зенитные части)[59], а также военные советники, 8-й военный госпиталь, 590-й полевой подвижный госпиталь, 1406-й инфекционный госпиталь, 18-й противочумный отряд[60].
  -  ВНР — одна медицинская бригада.

Всего: около 1 060 000.

## Ход войны

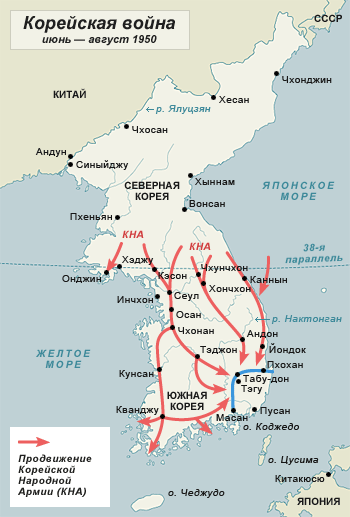
Первое наступление северной коалиции (июнь—август 1950 года)

### Начало войны (25 июня 1950 года)
В предрассветные часы 25 июня северокорейские войска под прикрытием артиллерии перешли границу с южным соседом. Численность сухопутной группировки, обученной советскими военными советниками, составляла 175 тысяч человек, в её составе было 150 танков Т-34, в военно-воздушных силах имелось 172 боевых самолёта, в том числе 79 истребителей Як-9. 
Со стороны Южной Кореи численность сухопутной группировки, обученной американскими специалистами и вооружённой американским оружием, к началу войны составляла 93 тысячи человек; кроме того, в составе территориальной армии числилось 5 бригад, рассматриваемых в качестве организованного резерва вооружённых сил РК. Кроме того, специальные отряды численностью до 20 тысяч человек, предназначенные для противопартизанских действий, приписанные к полиции. Общая численность вооружённых сил Южной Кореи составляла 161 тысячу человек. На вооружении боевых частей состояло около 700 орудий и миномётов, 30 танков и САУ, 40 боевых самолётов, в том числе 25 истребителей Норт Америкэн P-51 Мустанг (по российским данным; по западным данным, к началу войну ВВС Южной Кореи имели на вооружении только вспомогательные и учебно-тренировочные самолёты L-4, L-5, T-6, а Мустанги были получены только после начала войны и по южнокорейским данным начали использоваться 2 июля), 71 корабль. Соотношение сил на суше и в воздухе было в пользу КНДР, на море — в пользу Южной Кореи.
Правительство Северной Кореи заявило, что «изменник» Ли Сын Ман вероломно вторгся на территорию КНДР.
В первые сутки войны произошло вооружённое столкновение между советскими и южнокорейскими военными кораблями в Корейском проливе (Бой кабельного судна «Пластун»).
Продвижение северокорейской армии в первые дни войны было весьма успешным. Уже 28 июня была захвачена столица Южной Кореи — город Сеул. Главные направления удара включали также Кэсон, Чхунчхон, Ыйджонбу и Онджин. Был полностью разрушен сеульский аэропорт Кимпхо. Тем не менее главная цель не была достигнута — молниеносной победы не получилось, Ли Сын Ману и значительной части южнокорейского руководства удалось спастись и покинуть город. Массового восстания, на которое рассчитывало северокорейское руководство, также не произошло. Тем не менее, к середине августа до 90 % территории Южной Кореи было занято армией КНДР.
Начало войны в Корее стало неожиданным для США и других западных стран: буквально за неделю до него, 20 июня, Государственный секретарь США Дин Ачесон в своём докладе Конгрессу заявил, что война маловероятна. Трумэну о начале войны сообщили через несколько часов после её начала в связи с тем, что он на выходные отправился на родину в Миссури, а госсекретарь США Ачесон — в Мэриленд.
Несмотря на послевоенную демобилизацию армии США, которая существенно ослабила их силу в регионе (за исключением Корпуса морской пехоты США, дивизии, посланные в Корею, были укомплектованы на 40 %), США всё ещё обладали большим военным контингентом под командованием генерала Дугласа Макартура в Японии (за исключением Британского Содружества, никакая другая страна не имела в регионе такой военной мощи). 
В начале войны Трумэн приказал Макартуру обеспечить военным снаряжением южнокорейскую армию и провести под прикрытием авиации эвакуацию граждан США. Трумэн не внял советам своего окружения развязать войну в воздухе против КНДР, однако приказал Седьмому флоту обеспечить оборону Тайваня, таким образом покончив с политикой невмешательства в борьбу китайских коммунистов и сил Чан Кайши. Правительство Гоминьдана, теперь обосновавшееся на Тайване, просило о военной помощи, но правительство США отказало, мотивируя свой отказ возможностью вмешательства в конфликт коммунистического Китая.
25 июня в Нью-Йорке был созван Совет Безопасности ООН, на повестке дня которого стоял корейский вопрос. Первоначальная резолюция, предложенная американцами, была принята девятью голосами «за» при отсутствии «против». Представитель Югославии воздержался, а советский посол Яков Малик бойкотировал голосование. По другим данным, СССР не участвовал в голосовании по поводу корейской проблемы, так как к этому моменту отозвал свою делегацию.
Вместе с тем некоторые страны социалистического сообщества выступили с резким протестом против действий США. В ноте чехословацкого МИД в адрес посольства США от 11 июля 1950 года, в частности, говорилось:

правительство Чехословацкой республики уже в телеграмме от 29 июня с. г. генеральному секретарю Организации Объединённых Наций заявило, что решение членов Совета безопасности по Корее, на которое ссылается президент Соединённых Штатов Америки, грубо нарушает Устав Организации Объединённых Наций и является незаконным. Более того, правительство Соединённых Штатов Америки не имеет никаких оснований оправдывать свою агрессию в Корее незаконным решением членов Совета безопасности, поскольку президент Трумэн отдал приказ американским вооружённым силам выступить против Корейской народно-демократической республики раньше, чем в Совете безопасности было принято это незаконное решение

Другие западные державы встали на сторону США и оказали военную помощь американским войскам, отправленным на помощь Южной Корее, к чему их призывала резолюция СБ ООН № 84 (от 7 июля 1950 года), декларировавшая создание объединённого военного командования во главе с генералом США (эта же резолюция одобрила использование иностранными войсками в Корее флага ООН). Однако к августу войска союзников были отброшены далеко к югу в район Пусана. Несмотря на прибывшую помощь со стороны ООН, американским и южнокорейским войскам не удавалось выйти из окружения, известного как Пусанский периметр, они смогли лишь стабилизировать линию фронта по реке Нактонган. Казалось, что войскам КНДР не составит труда со временем занять весь Корейский полуостров. Тем не менее к осени силам союзников удалось перейти в наступление.

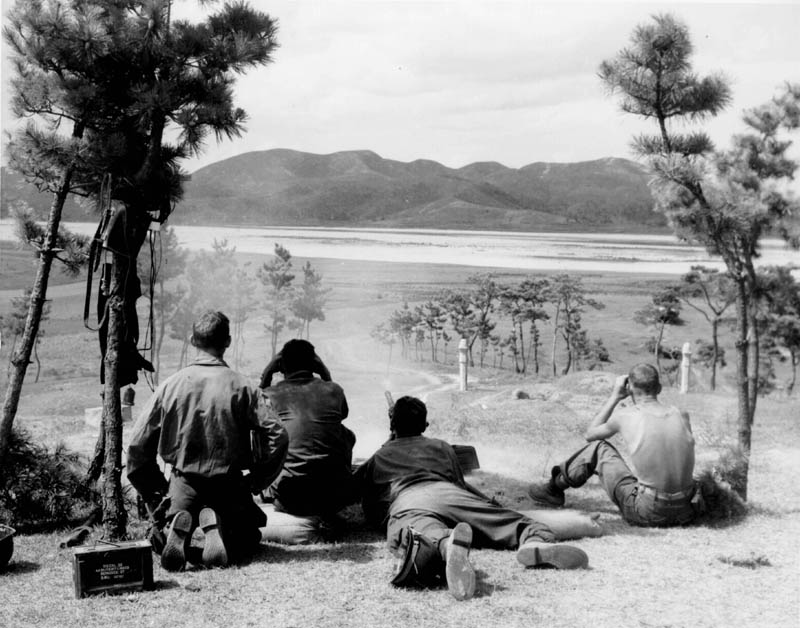
Солдаты 1-й кавалерийской дивизии (США) ведут огонь по войскам Северной Кореи при форсировании реки Нактонган во время битвы за Тэгу

Важнейшие боевые действия первых месяцев войны — Тэджонская наступательная операция (3—25 июля) и Нактонганская операция (26 июля — 20 августа). В ходе Тэджонской операции, в которой принимало участие несколько пехотных дивизий армии КНДР, артиллерийские полки и иные небольшие вооружённые формирования, северной коалиции удалось с ходу форсировать реку Кимган, окружить и расчленить на две части 24-ю пехотную дивизию и взять в плен её командира, генерал-майора Дина. В результате войска Южной Кореи и ООН потеряли (по оценке советского военного советника) 32 тысячи солдат и офицеров, более 220 орудий и миномётов, 20 танков, 540 пулемётов, 1300 автомашин и др. В ходе Нактонганской операции в районе реки Нактонган был нанесён существенный урон 25-й пехотной и 1-й кавалерийской дивизиям американцев, на юго-западном направлении 6-я пехотная дивизия и мотоциклетный полк 1-й армии КНА разгромили отходившие части южнокорейской армии, захватили юго-западную и южную части Кореи и вышли на подступы к Масану, заставив отступить к Пусану 1-ю дивизию морской пехоты. 20 августа наступление войск Северной Кореи было остановлено. Южная коалиция сохранила за собой Пусанский плацдарм до 120 км по фронту и до 100—120 км в глубину и довольно успешно его обороняла. Все попытки армии КНДР прорвать линию фронта успехом не увенчались.
Тем временем в начале осени войска южной коалиции получили подкрепление и начали попытки прорвать Пусанский периметр.
На территории Южной Кореи КНДР провела местные выборы.

### Контрнаступление ООН (сентябрь 1950 года)

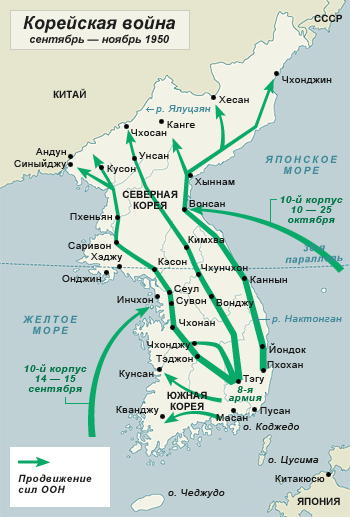
Контрнаступление войск южной коалиции (сентябрь — ноябрь 1950 года)

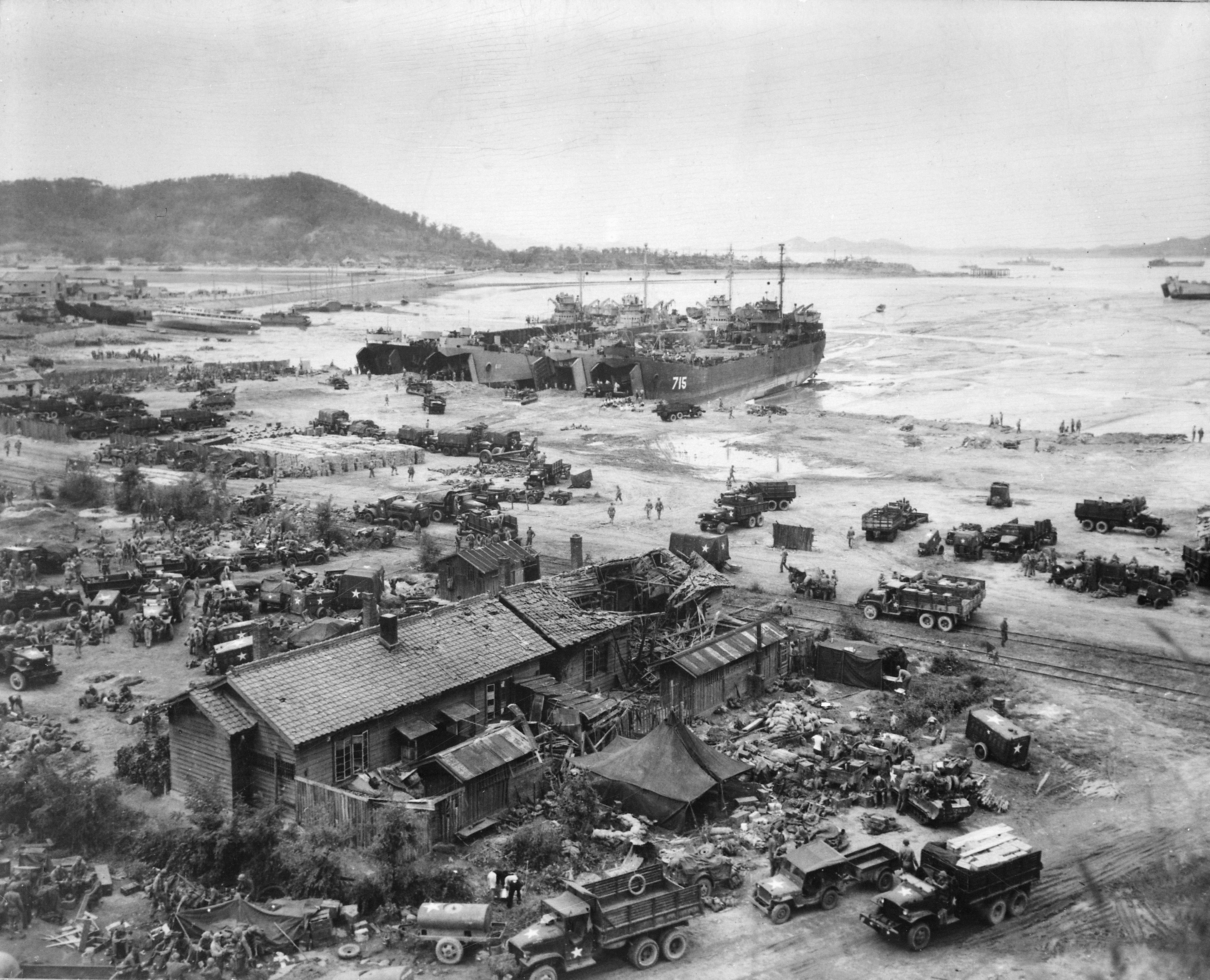
Американские десантные корабли в порту Инчхона

Контрнаступление началось 15 сентября. К этому времени в районе Пусанского периметра находилось 5 южнокорейских и 5 американских дивизий, бригада армии Великобритании, около 500 танков, свыше 1634 орудий и миномётов различного калибра, 1120 самолётов. С моря группировку наземных сил поддерживала мощная группировка ВМС США и союзников — 230 кораблей. Противостояло им 13 дивизий армии КНДР, имеющих 40 танков и 811 орудий.
Обеспечив надёжную защиту с юга, 15 сентября южная коалиция начала операцию «Хромит». В её ходе был высажен американский десант в порту города Инчхон близ Сеула. Высадка десанта осуществлялась тремя эшелонами: в первом эшелоне — 1-я дивизия морской пехоты, во втором — 7-я пехотная дивизия, в третьем — отряд специального назначения армии Великобритании и некоторые части южнокорейской армии. На следующий день Инчхон был захвачен, высадившиеся войска прорвали оборону северокорейской армии и развернули наступление в сторону Сеула. На южном направлении было развёрнуто контрнаступление из района Тэгу группировкой из 2 южнокорейских армейских корпусов, 7 американских пехотных дивизий и 36 дивизионов артиллерии. Обе наступавшие группировки соединились 27 сентября под уездом Есан, окружив таким образом 1-ю армейскую группу армии КНДР. На следующий день силы ООН овладели Сеулом, а 8 октября достигли 38-й параллели. После серии боёв в районе бывшей границы двух государств силы южной коалиции 11 октября снова перешли в наступление в сторону Пхеньяна.
Хотя северяне в лихорадочном темпе сооружали два оборонительных рубежа на расстоянии 160 и 240 км к северу от 38-й параллели, сил у них было явно недостаточно, а завершавшие формирование дивизии положения дел не меняли. Противник мог проводить и многочасовые, и суточной длительности артподготовку и авиаудары. Для поддержки операции по взятию столицы КНДР 20 октября в 40—45 км севернее города был выброшен пятитысячный воздушный десант. Столица КНДР пала.

### Вмешательство КНР и СССР (октябрь 1950 года)

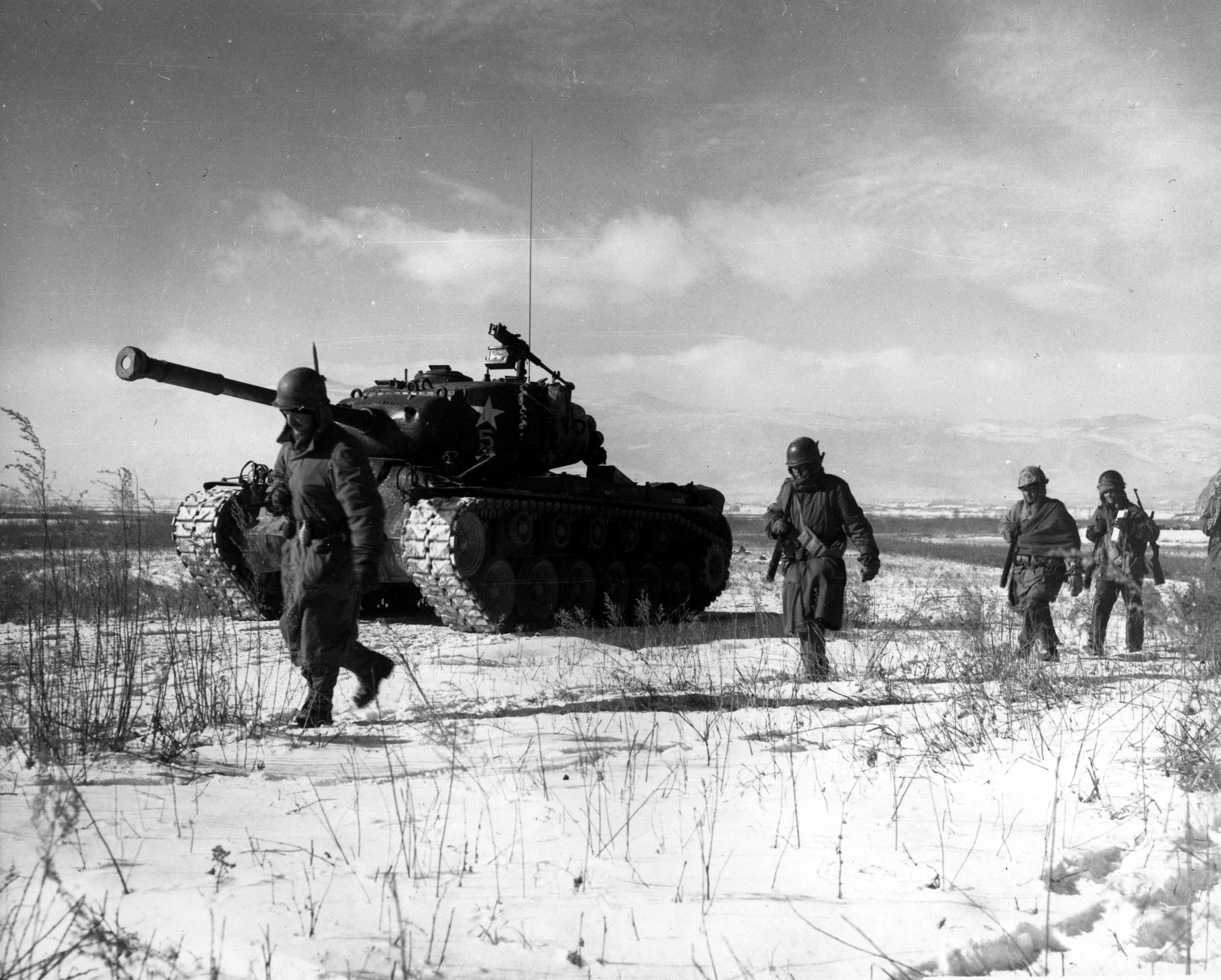
Морские пехотинцы отступают от Чосина

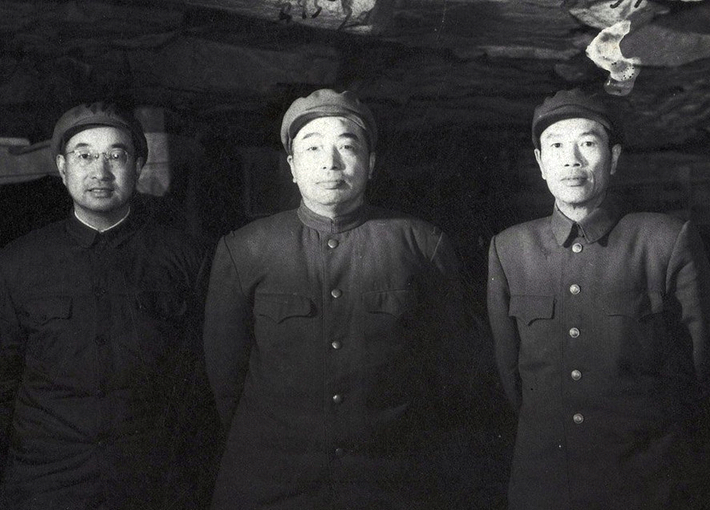
Командующие китайскими войсками в Корейской войне (слева-направо): Чен Ген, Пэн Дэхуай и Ден Хуа

К концу сентября стало ясно, что Корейская народная армия разгромлена и что занятие всей территории Корейского полуострова американо-южнокорейскими войсками является лишь вопросом времени. В этих условиях на протяжении первой недели октября продолжались активные консультации между руководством СССР и КНР. В конце концов было принято решение отправить в Корею части китайской армии. Подготовка к подобному варианту велась ещё с конца весны 1950 года, когда Сталин и Ким Ир Сен поставили Мао в известность о готовящемся нападении на Южную Корею.
Руководство КНР публично заявляло, что Китай вступит в войну, если какие-либо некорейские военные силы пересекут 38-ю параллель. В начале октября соответствующее предупреждение было передано в ООН через посла Индии в Китае. Однако президент Трумэн не верил в возможность широкомасштабного китайского вмешательства, заявляя, что китайские предупреждения являются лишь «попытками шантажировать ООН».
Уже на следующий день после того, как 8 октября 1950 года американские войска пересекли границу Северной Кореи, Председатель Мао приказал китайской армии подойти к реке Ялуцзян и быть готовой форсировать её. «Если мы позволим США оккупировать весь Корейский полуостров […], мы должны быть готовы к тому, что они объявят войну Китаю», — говорил он Сталину. Премьер Чжоу Эньлай был срочно послан в Москву для донесения соображений Мао советскому руководству. Мао в ожидании помощи от Сталина отложил дату вступления в войну на несколько дней, с 13 октября на 19 октября.
Однако СССР ограничился поддержкой с воздуха, причём советские МиГ-15 не должны были подлетать к линии фронта ближе чем на 100 км. Советские самолёты МиГ-15 одерживали верх над американскими F-80. В ответ США перебросили в зону конфликта более современные F-86 «Сейбр». Ещё 25 июня генерал ВВС Ванденберг получил указание о подготовке к нанесению ядерных ударов по военным базам в Сибири в случае участия в корейском конфликте Советского Союза.
15 октября 1950 года Трумэн отправился на атолл Уэйк для обсуждения возможности китайской интервенции и мер для ограничения масштабов Корейской войны. Там генерал Макартур убеждал президента Трумэна, что «если китайцы попытаются войти в Пхеньян, там будет большая рубка».

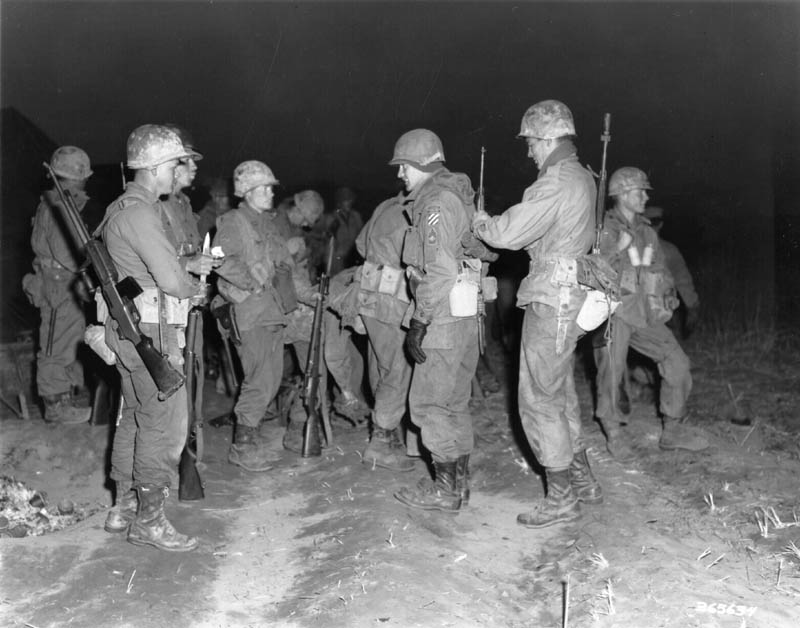
Солдаты 3-й пехотной дивизии на реке Имджин

Китай больше не мог ждать. К середине октября вопрос о вступлении китайских сил в войну был решён и согласован с Москвой. Наступление 270-тысячной китайской армии под командованием генерала Пэн Дэхуая началось 25 октября 1950 года. Во избежание формальных конфликтов действовавшие в Корее китайские части именовались «китайскими народными добровольцами».
Пользуясь эффектом неожиданности, китайская армия смяла оборону войск ООН, но затем отошла в горы. 8-я американская армия вынуждена была занять оборону вдоль южного берега реки Ханган. Войска ООН, несмотря на этот удар, продолжили наступление в сторону реки Ялуцзян.
В конце ноября китайцы начали второе наступление. Чтобы выманить американцев из прочных оборонительных позиций между Ханганом и Пхеньяном, Пэн дал приказ своим подразделениям имитировать панику. 24 ноября Макартур направил дивизии Юга прямо в ловушку. Обойдя войска ООН с запада, китайцы окружили их 420-тысячной армией и нанесли фланговый удар по 8-й американской армии. На востоке в битве у Чосинского водохранилища (26 ноября — 13 декабря) был разбит полк 7-й пехотной дивизии США. Турецкая бригада, которая должна была помогать защищать правый фланг 8-й армии в районе Кону-Ри, не помогла американцам. В результате после разгрома дивизии США китайцы атаковали турок, для которых это был первый бой в войне. В первом же бою турецкая бригада потеряла 70 % всей бронетехники и автомашин, свыше 200 турецких солдат было убито и почти 100 было взято в плен, ещё около 500 получили ранения.

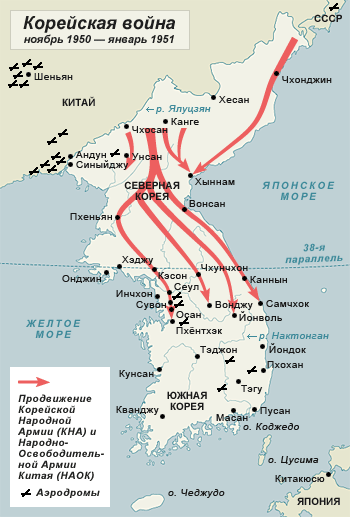
Зимнее наступление северной коалиции (ноябрь 1950 — январь 1951 года)

На северо-востоке Кореи силы ООН отступили к городу Хыннам, где, построив оборонительную линию, в декабре 1950 года приступили к эвакуации. Около 100 тысяч человек военных и столько же мирного корейского населения было погружено на военные и торговые суда и успешно переправлено в Южную Корею.
4 января 1951 года КНДР в союзе с Китаем захватили Сеул. 8-я американская армия (в составе которой было создано партизанское соединение из северокорейских антикоммунистов) и 10-й корпус были вынуждены отступить. Погибшего в автокатастрофе генерала Уокера сменил генерал-лейтенант Мэтью Риджуэй, который во время Второй мировой командовал воздушно-десантными войсками. Риджуэй сразу же взялся за укрепление морального и боевого духа своих солдат, однако ситуация для американцев была настолько критичной, что командование всерьёз подумывало об использовании ядерного оружия.
Остановив наступление войск Северной Кореи и китайских добровольцев, американское командование приняло решение о контрнаступлении. Ему предшествовали локальные операции «Охота на волков» (20-е числа января), «Гром» (началась 25 января) и «Окружение». В результате операции, начавшейся 21 февраля 1951 года, войскам ООН удалось значительно отодвинуть китайскую армию на север, за реку Ханган. Главная роль отводилась авиации и артиллерии. Метод Риджуэйя, использованный в ходе контрнаступления, впоследствии получил название «мясорубка» или «перемалывание живой силы противника».
Наконец, 7 марта был отдан приказ о начале операции «Потрошитель». Было выбрано два направления контрнаступления в центральной части линии фронта. Операция развивалась успешно, и в середине марта войска южной коалиции форсировали реку Ханган и заняли Сеул. Однако 22 апреля войска Севера предприняли своё контрнаступление. Один удар был нанесён на западном секторе фронта, а два вспомогательных — в центре и на востоке. Они прорвали линию войск ООН, расчленили американские силы на изолированные группировки и устремились к Сеулу. На направлении главного удара оказалась занимавшая позицию по реке Имджинган 29-я британская бригада. Потеряв в сражении более четверти личного состава, бригада была вынуждена отступить. Всего в ходе наступления с 22 по 29 апреля было ранено и взято в плен до 20 тысяч солдат и офицеров американских и южнокорейских войск. Потери китайских сил составили свыше 70 тысяч человек. Войска ООН сумели удержать Сеул.
11 апреля 1951 года по распоряжению Трумэна генерал Макартур был отстранён от командования войсками. Тому было несколько причин, включавших встречу Макартура с Чан Кайши на дипломатическом уровне и недостоверные сведения о численности китайских войск возле корейской границы, переданные им Трумэну в ходе совещания на атолле Уэйк. Кроме того, Макартур открыто настаивал на ядерном ударе по Китаю, несмотря на нежелание Трумэна распространять войну с территории Корейского полуострова и возможность ядерного конфликта с СССР. Трумэн был не в восторге от того, что Макартур присваивает полномочия, принадлежащие исключительно Верховному Главнокомандующему, которым являлся сам Трумэн. Военная элита всецело поддержала президента. Макартура сменил бывший командующий 8-й армией генерал Риджуэй, новым командующим 8-й армией стал генерал-лейтенант Ван Флит.
16 мая началось очередное наступление войск северной коалиции, довольно безуспешное. Оно было остановлено 21 мая, после чего войска ООН предприняли полномасштабное наступление по всему фронту. Армия Севера была отброшена за 38-ю параллель. Развивать успех южная коалиция не стала, ограничившись выходом на рубежи, занимавшиеся ей после операции «Потрошитель».
Американский историк и ветеран Корейской войны Бевин Александер так описывал тактику китайских войск в своей книге «Как выигрывают войны»:

У китайцев не было авиации, только винтовки, пулемёты, ручные гранаты и миномёты. Против гораздо более хорошо укомплектованной американской армии они использовали ту же тактику, которую применяли против националистов во время гражданской войны 1946—1949 годов. Китайцы нападали преимущественно ночью, причём выбирали военные формирования поменьше — роту или взвод — после чего атаковали, используя численное превосходство. Обычно нападавшие разделялись на несколько частей численностью 50—200 человек: пока одна часть нападавших отрезала пути отступления, другие согласованными усилиями атаковали с фронта и флангов. Атаки продолжались до тех пор, пока защищавшиеся не были разбиты или пленены. Затем китайцы перемещались на открытый фланг ближе к следующему взводу и повторяли свою тактику.

### Боевые действия заходят в тупик (июль 1951 года)

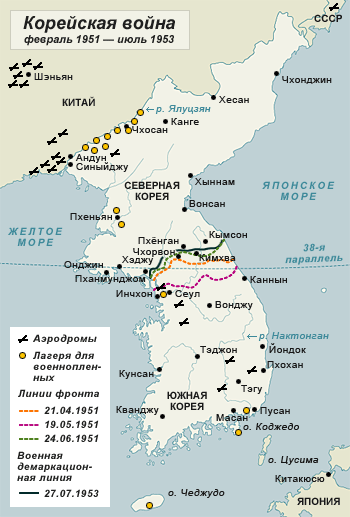
Боевые действия последнего периода войны (февраль 1951 года — июль 1953 года)

К июню 1951 года война достигла критической точки. Несмотря на тяжёлые потери, каждая из сторон располагала армией порядка миллиона человек. Несмотря на перевес в технических средствах, США и союзники не в состоянии были добиться решительного преимущества. Всем сторонам конфликта стало ясно, что достичь военной победы разумной ценой будет невозможно и необходимы переговоры о заключении перемирия. Впервые стороны сели за стол переговоров в Кэсоне 8 июля 1951 года, однако даже во время дискуссий боевые действия продолжались.
Целью сил ООН было восстановление Республики Корея в довоенных пределах. Китайское командование выдвигало похожие условия. Обе стороны свои требования подкрепляли кровопролитными наступательными операциями (американо-южнокорейское наступление в августе 1951 года, американо-южнокорейское наступление в октябре 1951 года, американо-южнокорейское наступление в октябре 1952 года, китайское наступление в июле 1953 года). Несмотря на кровопролитность военных действий, финальный период войны характеризовался лишь относительно небольшими изменениями линии фронта и длительными периодами дискуссий о возможном завершении конфликта. Американцы массированно применяли авиацию. В июне 1952 года авиация ООН вывела из строя 90 % энергетического комплекса Северной Кореи, более чем на две недели оставив почти всю страну без электричества, причём истребители МиГ этому не мешали, перебазировавшись на время ударов в глубину Маньчжурии. Северокорейские и китайские войска, в основном, занимали пассивную оборону, не пренебрегая вместе с тем возможностью улучшить для себя линию фронта.
К началу зимы главным предметом переговоров стала репатриация военнопленных. Коммунисты согласились на добровольную репатриацию с условием, что все северокорейские и китайские военнопленные будут возвращены на родину. Однако около одной трети из них не захотели возвращаться. Кроме того, значительная часть северокорейских военнопленных на самом деле являлась гражданами Коммунистического Китая, воевавшими на стороне Севера.

Мы сражаемся в Корее для того, чтобы нам не пришлось воевать в Уичите, в Чикаго, в Новом Орлеане или в бухте Сан-Франциско.
— Г. Трумэн, 1952 год
Войска ООН понесли большие потери в бронетехнике. Согласно официальному американскому докладу «Employment of armor in Korea», они составили:
С 1 июля 1950 года по 21 января 1951 года было выведено из строя танков и САУ США:
- По боевым причинам: 115 M4A3, 54 M26, 15 M46, 23 M24, 6 M32 и 2 M45.
- По техническим причинам: 105 M4A3, 102 M26, 72 M46, 38 M24, 15 M32 и 6 M45.

С 21 января 1951 года по 8 апреля 1951 года выведено из строя:
- По боевым причинам: 86 M4A3, 3 M26, 17 M46, 17 M24 и 3 M32.
- По техническим причинам: 92 M4A3, 17 M26, 55 M46, 28 M24 и 16 M32.

С 8 апреля 1951 года по 6 октября 1951 года выведено из строя:
- По боевым причинам: 138 M4A3, 47 M26, 49 M46, 19 M24 и 5 M32.
- По техническим причинам: 224 M4A3, 103 M26, 567 M46, 70 M24 и 47 M32.

Всего выведено из строя танков и САУ США с 1 июля 1950 года по 6 октября 1951 года: 760 M4A3(250 безвозвратно), 326 M26(107 безвозвратно), 774 M46(255 безвозвратно), 195 M24(64 безвозвратно), 92 M32(30 безвозвратно) и 8 M45(6 безвозвратно). Что даёт в общей сумме 2155 единиц выведенной из строя тяжёлой бронетехники, примерно треть(около 712 единиц) из них была потеряна безвозвратно.
С 1 июля 1950 года по 8 апреля 1951 года было выведено из строя танков Великобритании: 31 «Кромвелль»(13 безвозвратно), 16 «Черчиллей»(14 безвозвратно) и 13 «Центурионов»(4 безвозвратно).
Потери в последующий период войны неизвестны.
Войска КНДР также понесли потери в бронетехнике. С 1950 по 1951 год было потеряно 239 Т-34-85 и 74 СУ-76.

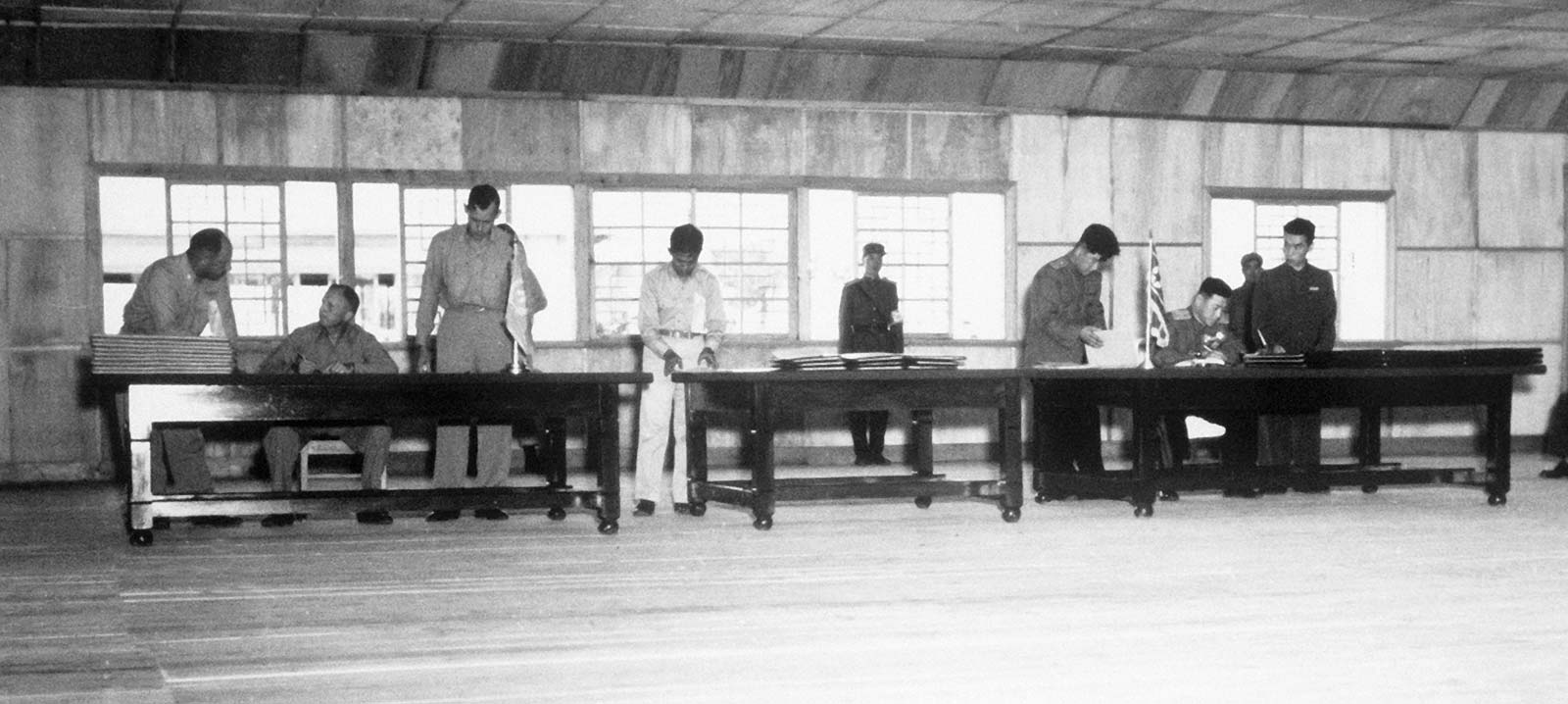
Подписание договора о перемирии 27 июля 1953 г.

В 1952 году ЮК провела местные выборы в 6 южных провинциях.

### Договор о перемирии и дальнейшие события
Дуайт Эйзенхауэр, выбранный президентом США 4 ноября 1952 года, ещё до официального вступления в должность совершил поездку в Корею для того, чтобы на месте выяснить, что может быть сделано для прекращения войны. Однако поворотным моментом стала смерть Сталина 5 марта 1953 года, вскоре после которой Президиум ЦК КПСС проголосовал за окончание войны. Потеряв поддержку со стороны СССР, Китай согласился на добровольную репатриацию военнопленных при условии отсева «отказников» нейтральным международным агентством, в которое вошли представители Швеции, Швейцарии, Польши, Чехословакии и Индии. 20 апреля 1953 года начался обмен первыми больными и искалеченными пленными.
После принятия ООН предложения Индии о прекращении огня договор был заключён 27 июля 1953 года. Примечательно, что представитель Южной Кореи генерал Чхве Док Син отказался подписать документ, поскольку правительство Южной Кореи, считавшее свою страну жертвой северокорейской агрессии, ратовало за продолжение войны. От имени сил ООН подпись под договором поставил командир американского контингента генерал М. Кларк. Линия фронта была зафиксирована в районе 38-й параллели, а вокруг неё была провозглашена демилитаризованная зона (ДМЗ). ДМЗ проходит несколько севернее 38-й параллели в восточной своей части и немного южнее на западе. Место мирных переговоров, Кэсон, старая столица Кореи, было частью Южной Кореи до войны, однако сейчас это город со специальным статусом КНДР. По сей день мирный договор, который формально завершал бы войну, не подписан.
С целью заключения мирного договора в апреле 1954 года в Женеве (Швейцария) была созвана мирная конференция, которая завершилась безрезультатно. Север и Юг внесли свои пакеты предложений, мало совместимые друг с другом. Хотя Север был более настроен на уступки, США и их союзники заняли ультимативную позицию, отказываясь фиксировать предварительные договорённости даже в тех ситуациях, где точки зрения совпадали. 16 июня 1954 года, отказавшись от очередного пакета предложений СССР и КНДР, страны — участники интервенции объявили, что «совещание не пришло к соглашению».
В январе 1958 года США разместили на территории Южной Кореи ядерное оружие, что противоречило пункту 13d Договора о перемирии, тем самым в одностороннем порядке отменив одну из его важнейших статей (ядерное оружие было полностью вывезено из страны в 1991 году).
13 декабря 1991 года КНДР и Республика Корея подписали при посредничестве ООН Соглашение о примирении, ненападении, сотрудничестве и обменах. В нём оба корейских государства фактически признали суверенитет и самостоятельность друг друга. КНДР и Республика Корея обязались не вмешиваться во внутриполитические дела друг друга, не предпринимать в отношении друг друга враждебных действий, уважать социально-экономические системы друг друга.
Однако ранее достигнутые договорённости были дезавуированы Ли Мён Баком в 2010 году (после инцидента с потоплением корвета «Чхонан»), а корейский кризис 2013 года привёл к тому, что КНДР перестала считать себя связанной условиями не только Соглашения 1953 г., но и документа 1991 года 8 марта 2013 года правительство КНДР аннулировало мирный договор с Южной Кореей о ненападении.
«Все действия правительства, политических партий и организаций теперь будут исходить из того, что наша страна находится в состоянии войны с Югом», — Северокорейское Центральное телеграфное агентство, 30.03.2013.
29 мая 2013 года КНДР предложила Южной Корее подписать мирный договор.

## Война в воздухе

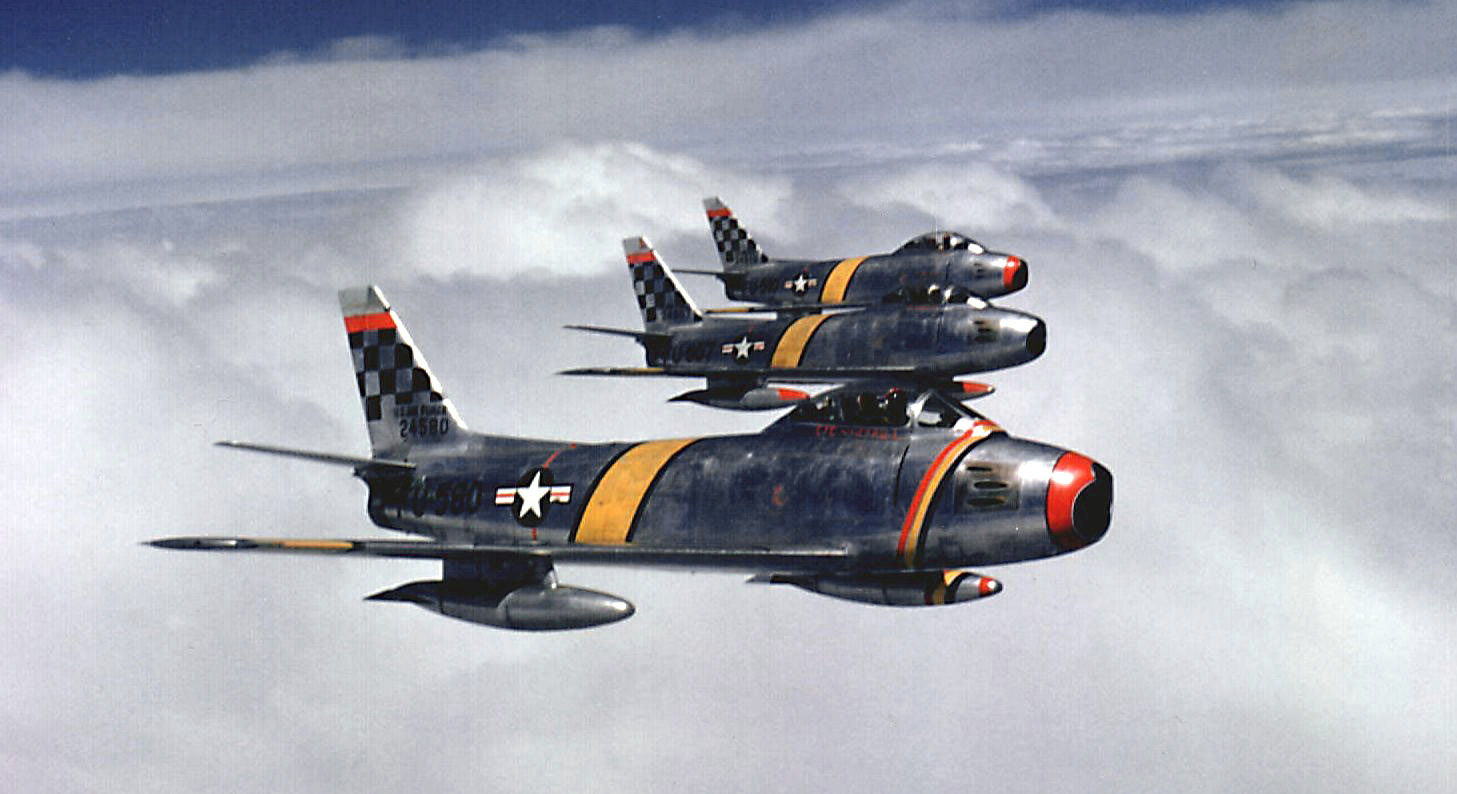
Три F-86 «Сейбр» в небе над Кореей

Корейская война стала последним вооружённым конфликтом, в котором заметную роль играли поршневые самолёты, такие как, с северной стороны, Як-9 и Ла-9 и с южной стороны — P-51 «Мустанг», F4U «Корсар», AD «Скайрейдер», а также использовавшиеся с авианосцев Супермарин «Сифайр», Фэйри «Файрфлай» и Хокер «Си Фьюри», принадлежавшие Королевскому флоту и австралийскому Королевскому флоту.
Позже они стали заменяться на реактивные F-80 «Шутинг Стар» и F-84 «Тандерджет», палубные — на F2H «Баньши» и F9F «Пантера».
Осенью 1950 года в войну вступил советский 64-й истребительный авиакорпус, вооружённый новыми самолётами МиГ-15, которые были наиболее современным советскими самолётами и превосходил американские F-80 и F-84, не говоря уже о старых поршневых машинах. Даже после того, как в Корею американцами были посланы новейшие самолёты F-86 «Сейбр», советские машины продолжали оказывать ожесточённое сопротивление над рекой Ялуцзян. МиГ-15 имели больший практический потолок, хорошие разгонные характеристики, скороподъёмность и вооружение (3 пушки (две 23-мм и одна 37-мм) против шести 12,7-мм пулемётов), хотя скорость была практически одинаковой с Сейбрами. Войска ООН брали численным преимуществом, и вскоре это позволило им уравнять положение в воздухе до конца войны — определяющий фактор в успешном первоначальном наступлении на север и противостоянии китайским войскам. Китайские войска также были оснащены реактивными самолётами, однако качество подготовки их пилотов оставляло желать лучшего.

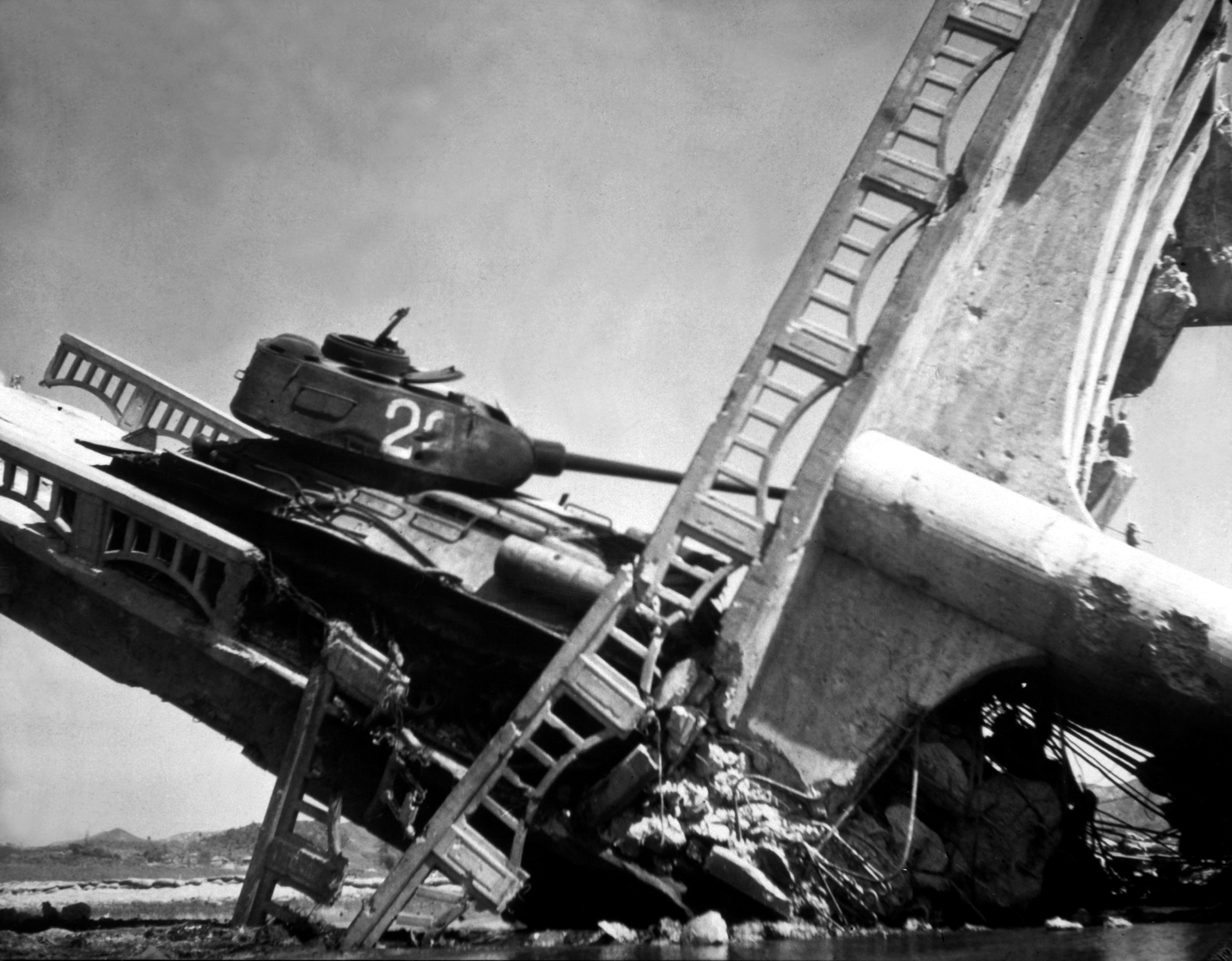
Северокорейский Т-34-85 на мосту, уничтоженном авиацией США

По воспоминаниям Бориса Сергеевича Абакумова, изложенным в книге «Взгляд из кабины МиГа», в период, когда авиационной группировкой командовал И. Н. Кожедуб, советские лётчики спокойно выходили парой против десятки «Сейбров», а F-80 с F-84 и не были соперниками МиГам. 

Лучшими асами войны считаются советские пилоты Николай Сутягин (21 победа), Евгений Пепеляев (20 побед) и американец Джозеф Макконнел (13 подтверждённых побед).
Среди других факторов, которые помогали южной коалиции удерживать паритет в воздухе, была удачная РЛС на их самолётах (из-за которой на МиГи начали устанавливать первые в мире станции предупреждения об радиолокационном облучении, разработанные советским изобретателем-одиночкой В. Мацкевичем), лучшая устойчивость и управляемость на высоких скоростях и высотах, а также использование пилотами специальных костюмов.
Прямое техническое сравнение МиГ-15 и F-86 неуместно ввиду того, что основными целями первых были тяжёлые бомбардировщики B-29, а задача вторых — ведение быстрого манёвренного воздушного боя. По американским данным, от действий истребителей противника потеряно 16 B-29, по советским данным, сбито 69 этих самолётов, по данным ACIG, за первые два года конфликта советскими лётчиками сбито 44 B-29 (с учётом списанных самолётов). Кроме этого, 2—3 B-29 было сбито китайцами и северокорейцами на поршневых самолётах Як-9. Американская сторона заявляла о том, что было сбито 792 МиГа и 108 других самолётов при потере всего 78 F-86.
Советская же сторона заявляла о 1106 воздушных победах и 335 сбитых МиГах. Число побед и потерь воздушных сил Северной Кореи остаётся неизвестным. Так как каждая из сторон приводит свою статистику, трудно судить о реальном положении вещей. Современные исследователи оценивают потери Советского Союза и его союзников в воздушных боях в 480 самолётов, потери США и союзников — в 750 самолётов, то есть чуть больше половины от заявленных. Известна воздушная победа северокорейского биплана По-2 над американским реактивным истребителем F-94, разбившимся во время его перехвата (при этом и сам По-2 был сбит).

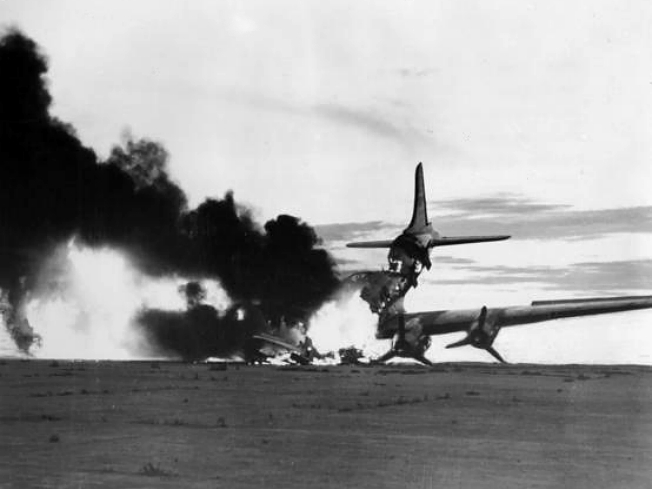
Американский C-54 «Скаймастер», уничтоженный на аэродроме северокорейскими истребителями

В настоящее время российский исследователь Игорь Сейдов приводит советскую статистику воздушных боёв, согласно которой, соотношение потерь составляло 1 к 3-4 в пользу советской авиации, то есть на один сбитый советский истребитель приходилось 3-4 сбитых самолёта всех типов (истребители, штурмовики, бомбардировщики, разведчики) авиации ООН. Согласно данным, собранным автором книги, капитан Сергей Крамаренко стал первым асом-реактивщиком корейского неба, а самым результативным асом той войны является майор советских ВВС Николай Сутягин, сбивший 22 самолёта противника. По данным же российских исследователей Юрия Тепсуркаева и Леонида Крылова — первым асом в Корее стал Степан Науменко, в то время как Крамаренко был лишь шестым.
В мае и июне 1953 года ВВС США преследовали цель разрушить несколько ключевых ирригационных сооружений и плотин ГЭС, чтобы нанести существенный урон сельскому хозяйству и промышленности севера полуострова. Плотины на реках Кусонган (кор. 구성강), Токсанган (кор. 덕산강) и Пуджонган (кор. 부전강) были разрушены и огромные пространства земли были затоплены, что вызвало сильный голод среди мирного населения.
В 1952 году в боевых действиях со стороны КНДР принимали участие 7 истребительно-авиационных дивизий, 4 зенитно-артиллерийских дивизии, 18 отдельных зенитных артиллерийских полков, свыше 80 зенитных артиллерийских дивизионов и около 20 отдельных пулемётных рот. ПВО КНДР располагала 1179 орудиями и 3517 зенитными пулемётами.
Всего в ходе боевых действий в Корее зенитной артиллерией и зенитными пулемётами ВС КНДР было сбито около 500 самолётов противника, истребительной авиацией — 104 самолёта. Впервые в истории войн вклад наземных средств ПВО в общую её эффективность превысил вклад истребительной авиации.
Всего же всех самолётов по всем причинам Советский Союз и союзники потеряли около 900 штук из них 566 МиГ-15 разных модификаций, США и союзники — больше 3000 из них 396 F-80, 358 F-84, 256 F-86, 20 F-94.

## Военные преступления

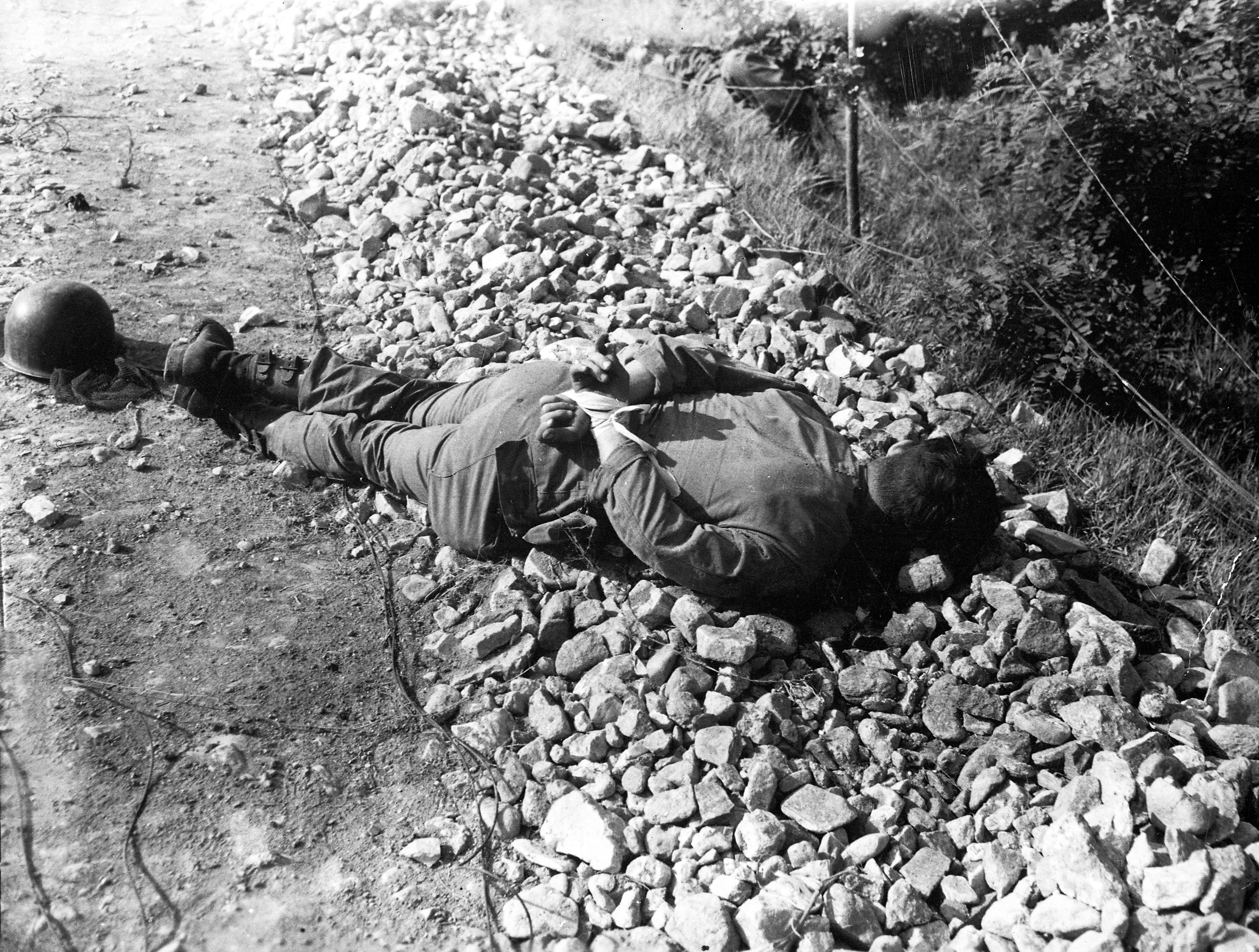
Труп американского солдата из 24-й дивизии, взятого в плен и расстрелянного северокорейской армией. 10 июля 1950 года

Осколки и ось американского контейнера типа «яичная скорлупа»

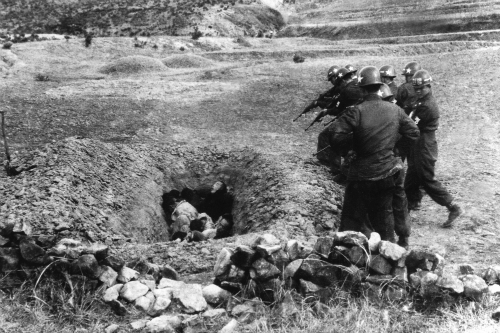
Расстрел политзаключённых южнокорейской армией

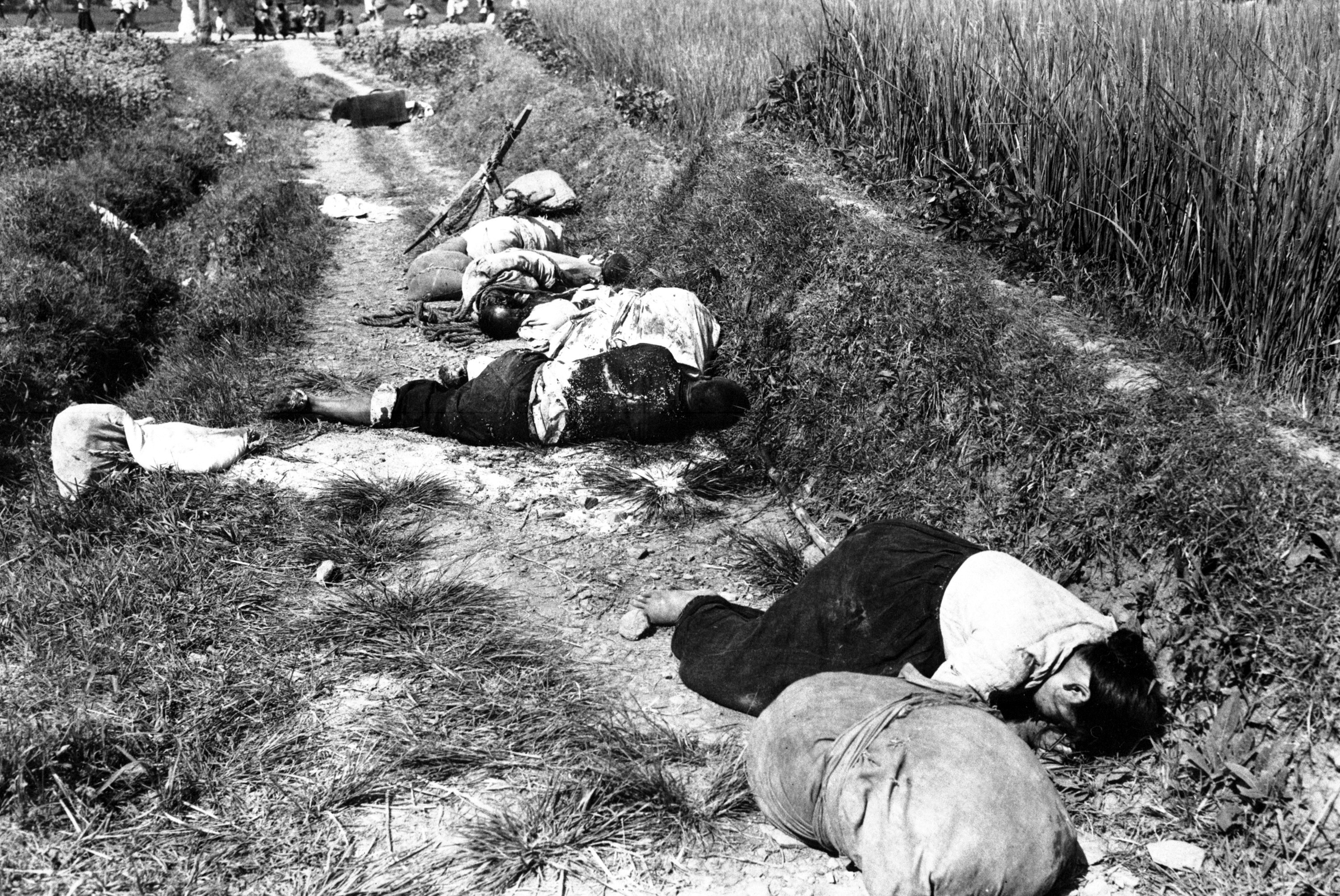
Группа северокорейских беженцев, расстрелянных при попытке перейти на юг через линию фронта

Война в Корее была отмечена серьёзными нарушениями прав человека с обеих сторон, зафиксированными в следующих фактах:
- В результате Массового убийства членов Лиги Бодо по обвинению в коммунистических взглядах было предположительно убито до 200 тысяч человек[115], по другим данным — до 1 200 000 человек[116].
- Многочисленные показания свидетелей подтверждают, что и северокорейские, и южнокорейские войска часто прибегали к пыткам и казням военнопленных, убивали раненых солдат противника. Так, 17 августа 1950 года северокорейские солдаты расстреляли 41 пленного американского военнослужащего из 1-й кавалерийской дивизии[117]. 27 сентября 1950 года в Тэджоне северокорейцами были расстреляны около 60 пленных американских солдат[118]. Осенью 1950 года в Сунчхоне северокорейскими войсками были расстреляны более сотни американских военнопленных[119], в том числе в железнодорожном туннеле.
- По утверждению Северной Кореи, во время оккупации северокорейского уезда Синчхон (провинции Хванхэ-Намдо) произошли массовые убийства, получившие название «Синчхонская резня[англ.]». С 17 октября по 7 декабря 1950 года южнокорейскими вооружёнными силами и американскими войсками за 52 дня было уничтожено 35 800 мирных жителей — четверть населения всего уезда. Этим событиям посвящён Синчхонский музей военных зверств американцев[англ.][120].
- Американским войскам был отдан приказ убивать всех людей, приближавшихся к их позициям на линии фронта, даже если они выглядели как мирные люди. Иногда число жертв доходило до нескольких сотен. Особую известность приобрёл расстрел беженцев в деревне Ногылли в 1950 году.
- При отступлении и северная, и южная коалиция проводила массовые расстрелы заключённых, которых невозможно было эвакуировать. Наиболее известные инциденты такого рода имели место в Тэджоне (расстрел проводился южнокорейской полицией) и Пхеньяне (расстреливали северяне).
- По официальным китайским данным[114], американскими самолётами сбрасывались бьющиеся бомбы, начинённые насекомыми, заражёнными чумой и холерой[121]. 1 апреля 1952 года на сессии Бюро Всемирного Совета Мира под председательством Фредерика Жолио-Кюри был подписан призыв командованию южной коалиции «Против бактериологической войны». Впрочем, с самого начала американское командование решительно отрицало применение бактериологического оружия. Некоторыми историками предполагается, что авторами плана этой пропагандистской операции выступили северокорейские спецслужбы (возможно, по «совету» Мао Цзэдуна)[122]. Помощник заместителя министра иностранных дел СССР Вячеслав Устинов через несколько лет после войны изучил имеющиеся материалы и пришёл к заключению, что использование американцами бактериологического оружия невозможно подтвердить[123].

В 2005 году в Южной Корее была создана комиссия правды и примирения. Целью комиссии является сбор информации о военных преступлениях, совершённых в период с 1910 (начало японской оккупации Кореи) и до 1993 (окончание авторитарного правления и приход к власти первого демократически избранного президента Ким Ён Сама).

## Последствия войны
Корейская война была первым вооружённым конфликтом времён холодной войны и явилась прообразом многих последующих конфликтов. Она создала модель локальной войны, когда две сверхдержавы воюют на ограниченной территории без применения ядерного оружия и не заявляя прямо о присутствии в войне своего ключевого противника. Корейская война вывела холодную войну, в то время больше связывавшуюся с конфронтацией между СССР и некоторыми странами Европы, в новую, более острую фазу противостояния.
В январе 2010 года власти КНДР заявили, что хотят провести переговоры с США по заключению мирного договора, который бы пришёл на смену соглашению о перемирии, прекратившем корейскую войну.

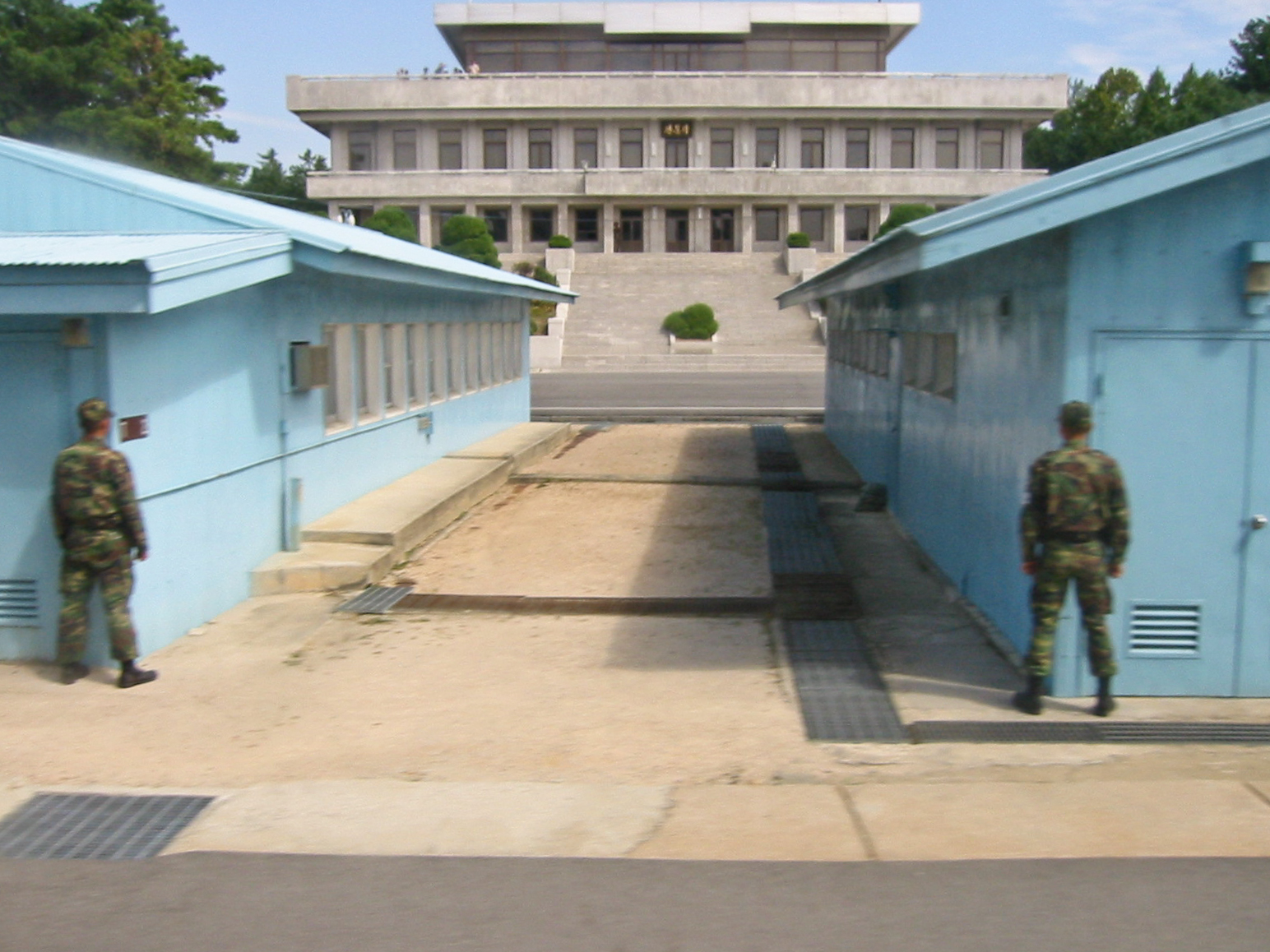
Пханмунджом, граница между Северной и Южной Кореей в районе ДМЗ

### Республика Корея
Было разрушено более 80 % промышленной и транспортной инфраструктуры обоих государств, три четверти правительственных учреждений, около половины всего жилищного фонда.
За годы Корейской войны из южной части перешли на Север около 280—300 тыс., с Севера на Юг — от 650 тыс. до 2 млн человек.
По завершении войны полуостров остался разделённым на зоны влияния СССР и США. Американские войска остались в Южной Корее в качестве миротворческого контингента.
Министерство обороны Республики Корея предполагает, что после прекращения боевых действий в 1953 году КНДР освободила далеко не всех южнокорейских пленных. Известен ряд случаев, когда южнокорейские военнослужащие бежали из плена спустя многие годы после войны. В частности, в ноябре 2001 года в Южную Корею бежали 19 жителей КНДР, среди которых оказался военнослужащий, находившийся в плену около полувека.

### США

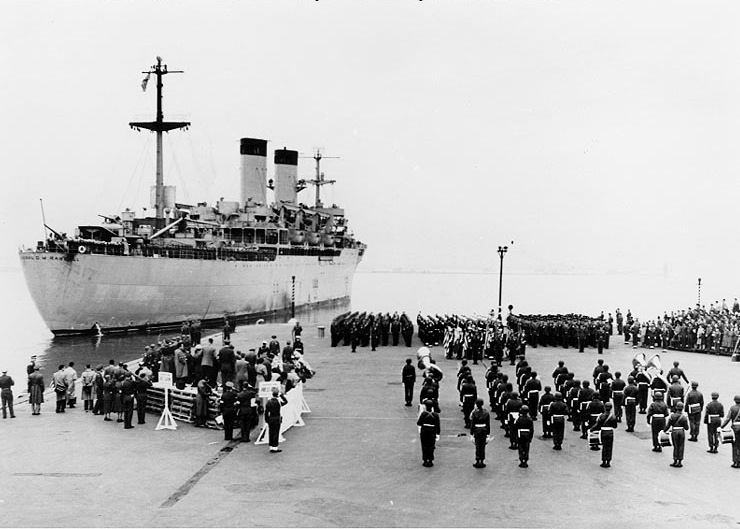
Первых американских жертв войны отправляют домой из Иокогамы. 11 марта 1951 года

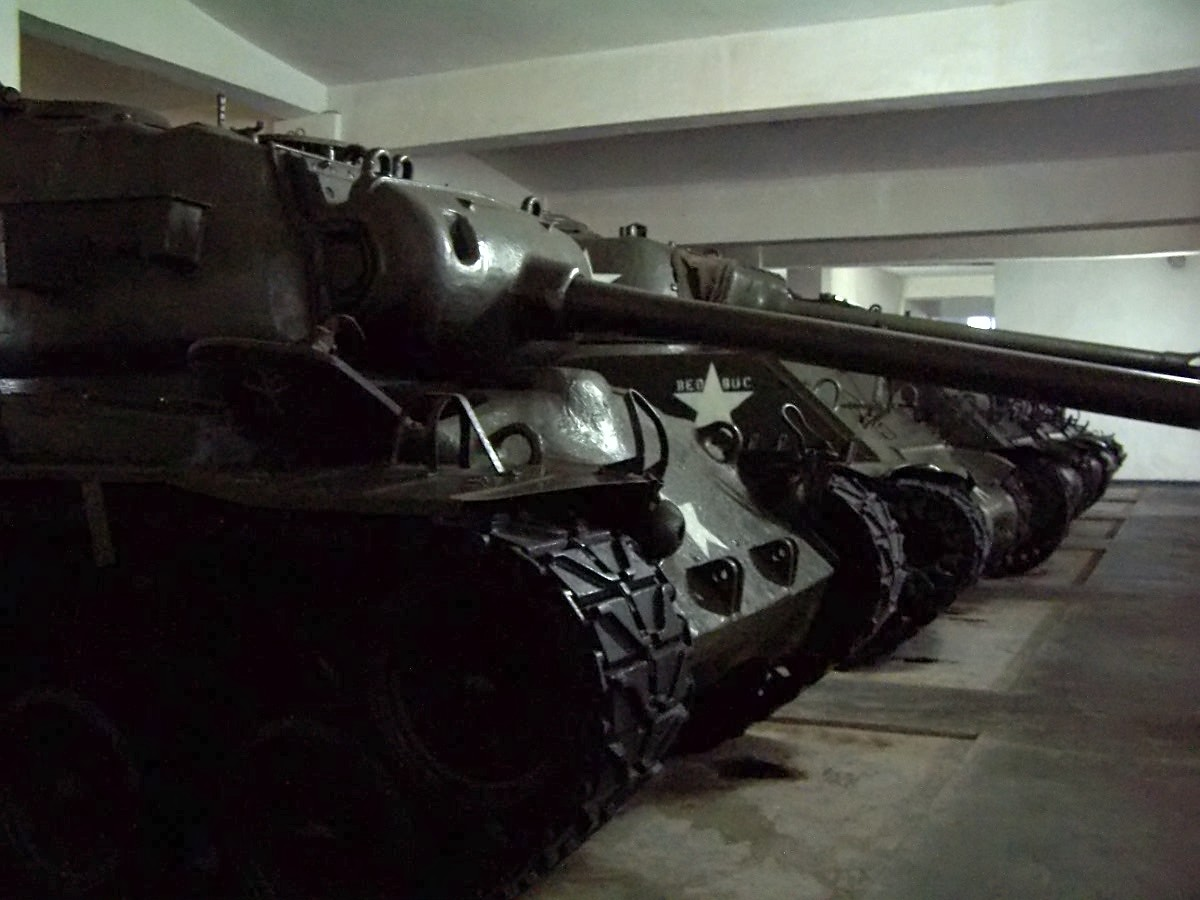
Трофейные американские танки, захваченные северокорейской армией

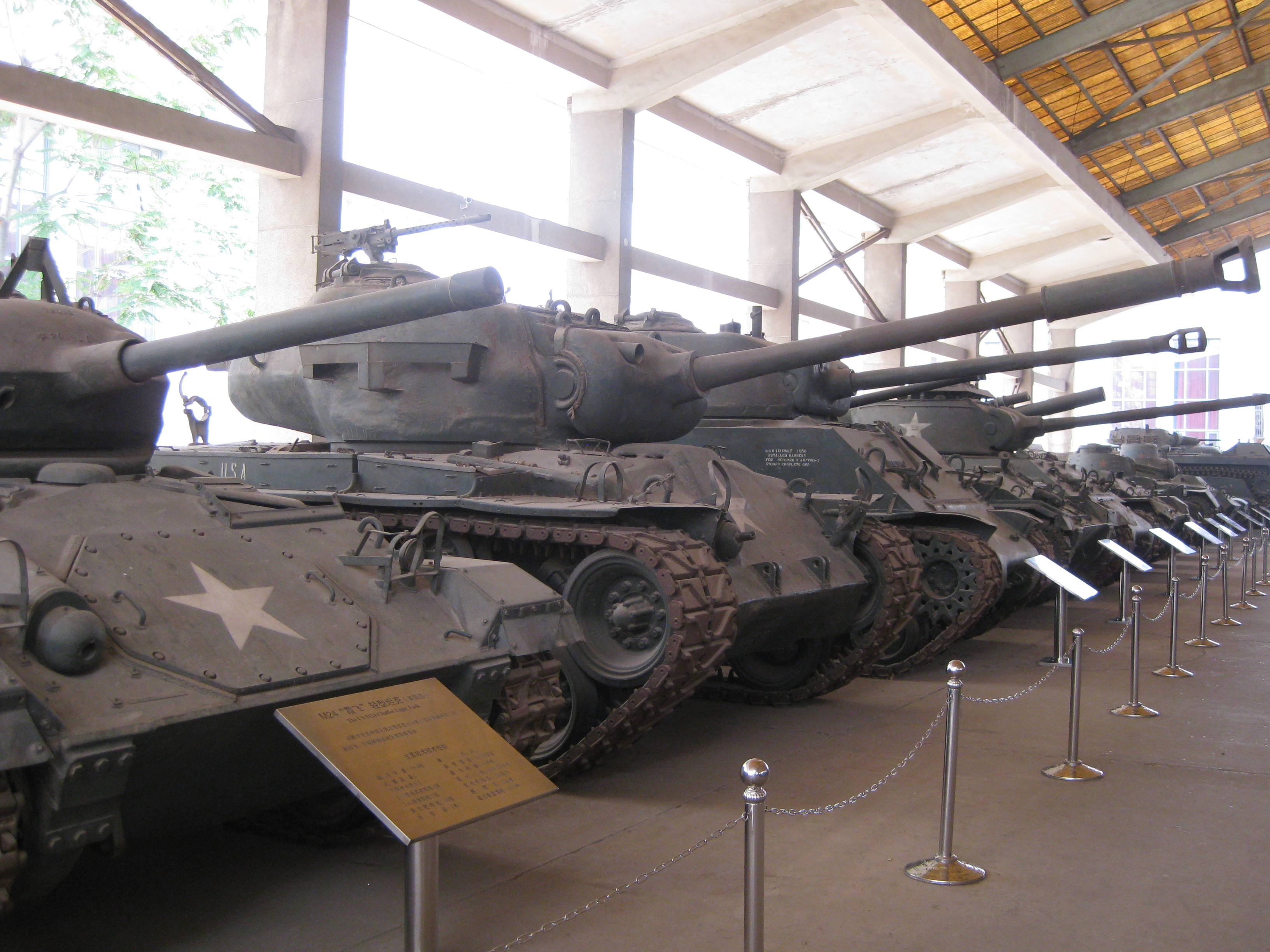
Трофейные американские танки, захваченные китайской армией

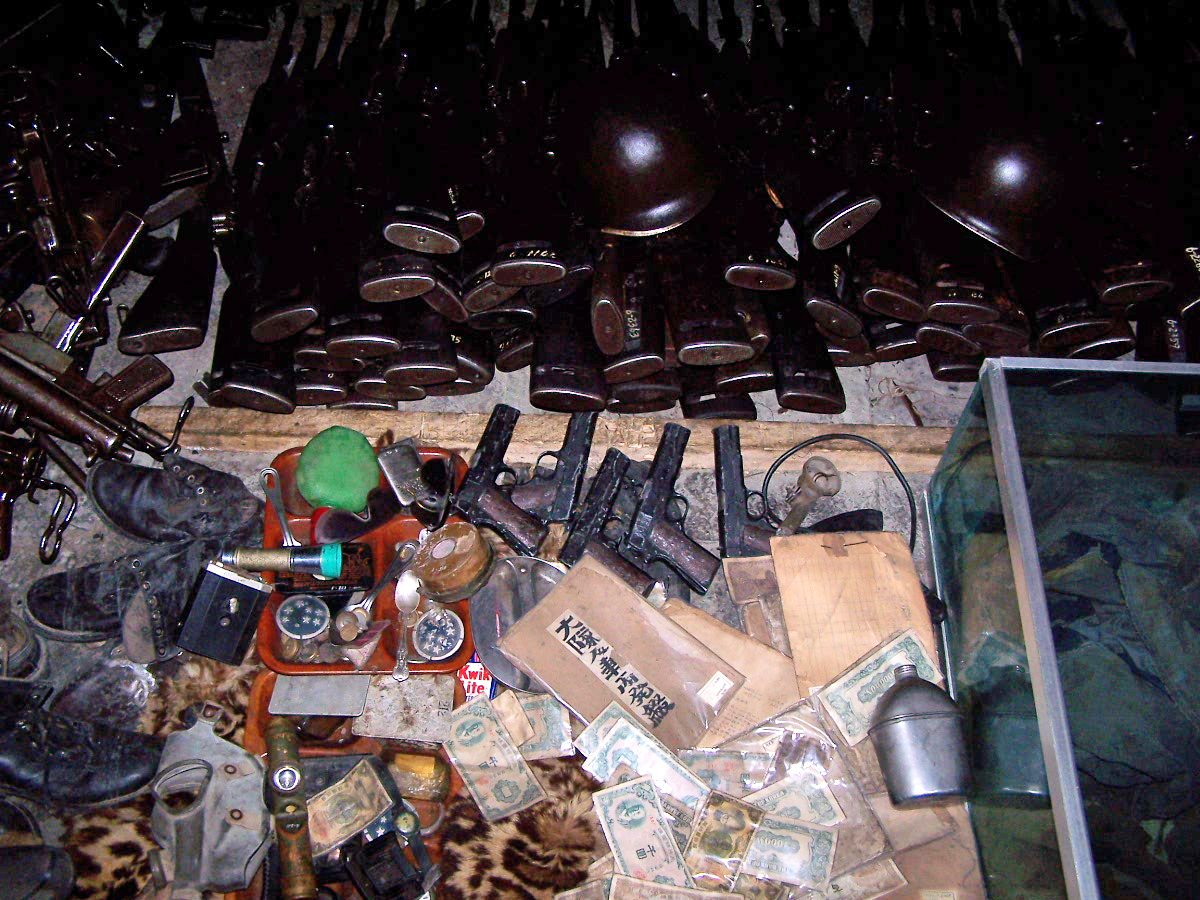
Захваченное южнокорейское оружие

По сообщению газеты «Нью-Йорк Таймс» на 21 июля 1953 года официально объявленные потери США составляли 37 904 военнослужащих убитыми, пленными и пропавшими без вести. После окончания войны между США и КНДР было заключено соглашение об обмене телами погибших и проведении поисковых работ с целью обнаружения останков военнослужащих США, пропавших без вести в ходе войны (Operations Plan KCZ-OPS 14-54), в соответствии с которым с 1 сентября 1954 до декабря 1954 года был проведён обмен телами погибших военнослужащих (получивший неофициальное наименование «Operation Glory»). В результате операции США были возвращены тела 416 погибших американских военнослужащих. В последующее время работы были продолжены.
В период с января до начала октября 2001 года были идентифицированы останки 17 военнослужащих США, погибших в ходе войны в Корее и обнаруженных в ходе поисковых работ на Корейском полуострове, их имена были исключены из перечня пропавших без вести и включены в перечень погибших военнослужащих США. По официальным данным США, общее количество военнослужащих США, пропавших без вести в ходе войны в Корее, по-прежнему превышало 8 100 человек. В период с 1996 до начала января 2005 года были найдены останки свыше 200 солдат и офицеров США. С 4 марта 2005 года поисковые работы продолжены. На 2014 год количество оставшихся пропавших без вести военнослужащих США превышало 7800 человек. Кроме того, с 1992 года при посольстве США в Москве действует специальное агентство, занимающееся выяснением судьбы пропавших без вести военнослужащих США. Только в период до начала сентября 2003 года при содействии со стороны комиссии при президенте РФ по делам военнопленных, интернированных и пропавших без вести было установлено свыше 200 военнослужащих США, погибших на Корейском полуострове во время войны в Корее.
Ещё 4463 военнослужащих попали в плен. Смертность американских военнопленных в северокорейских лагерях была признана беспрецедентно высокой (38 %) за всю военную историю Америки (среди пленных военнослужащих Армии США смертность составила 40 %). В российской и американской назвалось и более высокое число пленённых американских военнослужащих — 7 190.
В 1993 году число погибших было разделено Оборонным комитетом страны на 33 686 погибших в боевых действиях, 2830 небоевых потерь и 17 730 погибших в происшествиях не на корейском театре военных действий в этот же период.
В ходе войны США потеряли 1700 танков и бронемашин (данные российского автора А. Окорокова).
Существенными оказались потери ВМФ США от минного оружия: затонуло 13 кораблей, повреждения получили 73 корабля (в их числе 4 линейных корабля, 6 десантных кораблей, 10 крейсеров, 25 эсминцев, 2 фрегата, 5 тральщиков, 24 малых корабля и судна)
Для военнослужащих, прошедших Корейскую войну, американцами была выпущена специальная медаль «За службу в Корее».
Последовавшее игнорирование памяти этой войны в пользу Вьетнамской войны, Первой и Второй мировой войн, послужило причиной назвать Корейскую войну Забытой войной или Неизвестной войной. 27 июля 1995 года в Вашингтоне был открыт Мемориал ветеранов Корейской войны.
По итогам Корейской войны стала очевидна недостаточная подготовленность американской армии к боевым действиям, и после войны военный бюджет США был увеличен до 50 млрд. долларов, численность армии и ВВС удвоены, а военные базы США были открыты в Европе, Ближнем Востоке и других районах Азии.
Также был дан старт множеству проектов по техническому перевооружению армии США, в ходе которых военные получили в своё распоряжение такие виды оружия, как винтовки M16, 40-мм гранатомёты M79, самолёты F-4 «Фантом».
Война также изменила взгляды США на страны третьего мира, особенно в Индокитае. До 1950-х годов США очень критично относились к попыткам Франции восстановить там своё влияние путём подавления местного сопротивления, однако после Корейской войны США стали помогать Франции в борьбе против Вьетминь и других национал-коммунистических местных партий, обеспечивая до 80 % французского военного бюджета во Вьетнаме.
Корейская война также обозначила начинающиеся попытки расового уравнивания в американских войсках, в которых служило много чернокожих американцев. 26 июля 1948 года президент Трумэн подписал указ, по которому чернокожие солдаты служили в армии на тех же условиях, что и белые. И если в начале войны всё ещё существовали части только для чернокожих, к концу войны они были упразднены, а их личный состав влился в общие части. Последней специальной военной единицей только для чернокожих был 24-й пехотный полк. Он был расформирован 1 октября 1951 года.
По мнению Генри Киссинджера, Корейская война была первой, в которой США явным образом отказались от победы как цели.
США до сих пор держат крупный военный контингент в Республике Корея с целью сохранения статус-кво на полуострове.

### КНР

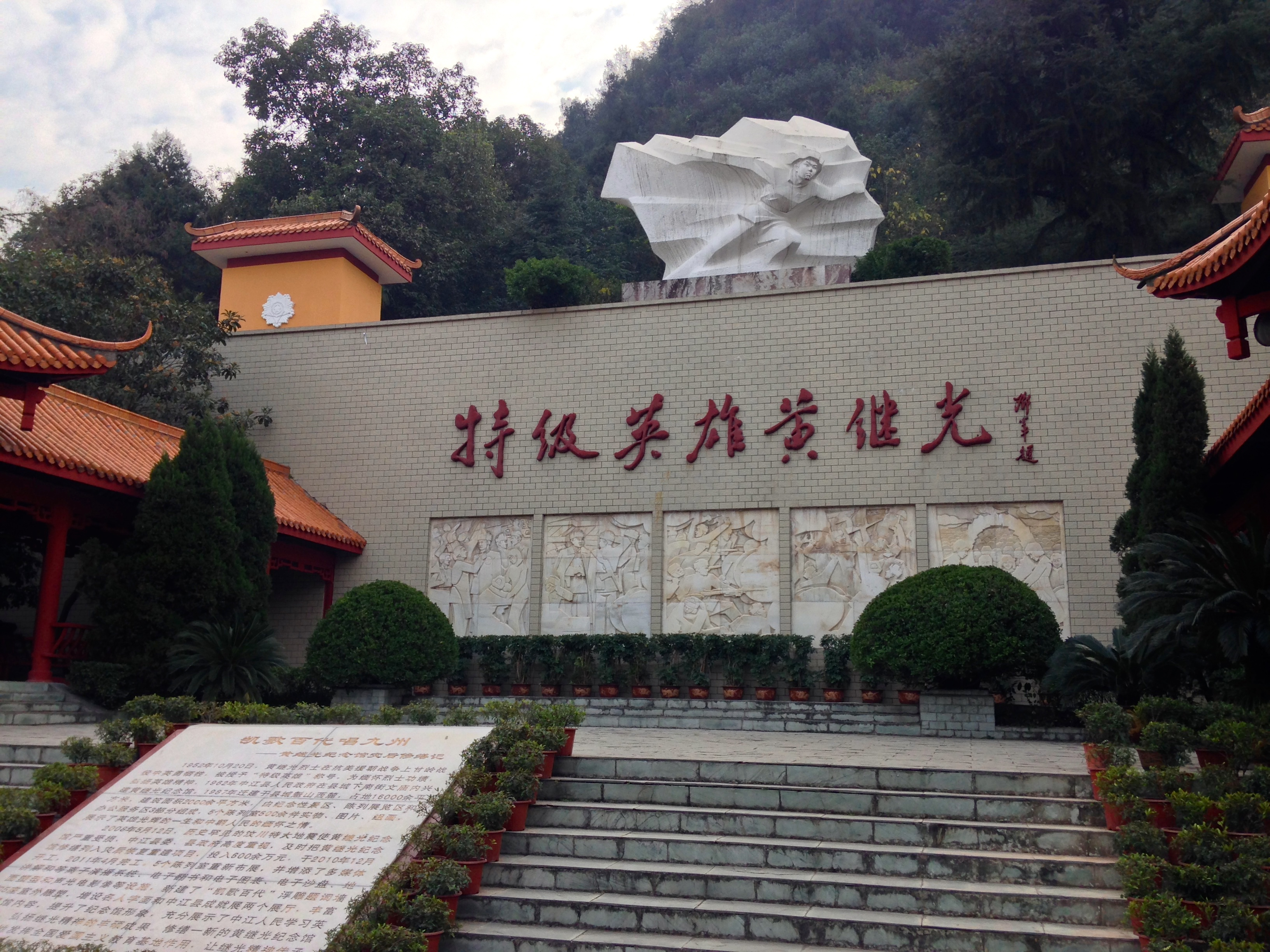
Мемориал памяти Китайского народного добровольца Хуан Цзигуана, блокировавшего амбразуру вражеского пулемёта и погибшего 20 октября 1952 года в Корейской войне. На его родине в Чжунцзяне, Сычуань, КНР

Первоначальные китайские публикации 1980-х годов сообщали о 360 тысяч погибших и раненных китайских военнослужащих.
Согласно официальным данным КНР на 2003 год, китайская армия потеряла на Корейской войне 148 000 погибших, из них 114 000 погибло в бою, от инцидентов и морозов, 21 000 скончалась в госпиталях, 13 000 от болезней; 380 000 было ранено. По данным китайского генерал-майора Сюй Яня, профессора университета национальной обороны НОАК, на 2010 год медицинскими учреждениями и госпиталями учтено 114 084 убитых в ходе боевых действий, 70 000 погибших от ранений, болезней и других причин, 25 621 пропавших без вести; 260 тысяч было ранены в боях. При этом, согласно ряду, как западных так и восточных, источников до 1 миллиона китайских солдат было убито в боях, умерло от болезней, голода и несчастных случаев. Один из сыновей Мао Цзэдуна (кит. 毛澤東), Мао Аньин (кит. 毛岸英), также погиб в боевых действиях на корейском полуострове.
После войны серьёзно ухудшились советско-китайские отношения. Хотя решение КНР вступить в войну во многом диктовалось его собственными стратегическими соображениями (в первую очередь — стремлением сохранить буферную зону на Корейском полуострове), многие в китайском руководстве подозревали, что для достижения собственных геополитических целей СССР сознательно использовал китайцев в качестве «пушечного мяса». Недовольство вызывало и то обстоятельство, что военная помощь, вопреки ожиданиям КНР, не оказывалась на безвозмездной основе. Возникла парадоксальная ситуация: Китаю пришлось использовать кредиты от СССР, изначально полученные на развитие экономики, для того, чтобы платить за поставки советского оружия. Корейская война внесла немалый вклад в рост антисоветских настроений в руководстве КНР и стала одной из предпосылок советско-китайского конфликта. Однако то обстоятельство, что Китай, полагаясь исключительно на свои силы, по сути вступил в войну с США и нанёс американским войскам серьёзные поражения, говорило о растущей мощи государства и явилось предвестником того, что скоро в политическом смысле с Китаем придётся считаться.
Другим последствием войны стал провал планов окончательного объединения Китая под властью КПК. В 1950 году руководство страны активно готовилось к занятию острова Тайвань, последнего оплота сил Гоминьдана. Американская администрация на тот момент относилась к Гоминьдану без особой симпатии и не собиралась оказывать его войскам прямую военную помощь. Однако из-за начала Корейской войны планировавшийся десант на Тайвань пришлось отменить. После окончания военных действий США пересмотрели свою стратегию в регионе и недвусмысленно заявили о своей готовности защищать Тайвань в случае вторжения коммунистических армий.

### Китайская Республика
После окончания войны из 21 000 пленных солдат Народно-освободительной армии Китая только 7109 вернулись в КНР, остальные отказались возвращаться и были отправлены на Тайвань. Первая партия этих военнопленных прибыла в Тайвань 23 января 1954 года. В официальной гоминьдановской пропаганде их стали называть «добровольцами-антикоммунистами» (кит. 反共義士). 23 января в Китайской Республике с тех пор стало называться «Всемирным Днём Свободы» (кит. 自由日).
Корейская война имела и другие долговременные эффекты. К началу конфликта в Корее США фактически отвернулись от гоминьдановского правительства Чан Кайши, которое к тому времени укрылось на острове Тайвань, и не имели никаких планов по вмешательству в китайскую гражданскую войну. После войны стало очевидно, что в целях глобального противостояния коммунизму необходимо всячески поддерживать антикоммунистический Тайвань. Считается, что именно отправка американской эскадры в Тайваньский пролив спасла правительство Гоминьдана от вторжения сил КНР и возможного разгрома. Антикоммунистические настроения на Западе, резко усилившиеся в результате Корейской войны, сыграли немалую роль в том, что вплоть до начала 1970-х годов большинство капиталистических государств не признавало китайского государства и поддерживало дипломатические отношения только с Тайванем.

### Япония
На Японию политическое влияние оказало как поражение Южной Кореи в первые месяцы войны, так и не начавшееся левое движение в самой Японии в поддержку северной коалиции. Вдобавок, после отбытия на Корейский полуостров подразделений американской армии безопасность Японии стала вдвойне проблематичной. В создавшейся ситуации Япония под контролем США создала внутренние полицейские силы, которые затем развились в Силы самообороны Японии (яп. 自衛隊). Подписание мирного договора с Японией (яп. 日本国との平和条約; более известного как договор Сан-Франциско) ускорило реинтеграцию Японии в международное сообщество.
В экономическом отношении Япония получила от войны немалые выгоды. На протяжении конфликта Япония являлась главной тыловой базой южной коалиции. Поставки в американские войска были организованы через специальные структуры обеспечения, которые позволяли японцам эффективно торговать с Пентагоном. Около 3,5 млрд долларов США было потрачено американцами на приобретение японских товаров за всё время войны. Дзайбацу (яп. 財閥), которые в начале войны вызывали недоверие у американских военных, начали активно торговать с ними — Мицуи (яп. 三井), Мицубиси (яп. 三菱) и Сумитомо (яп. 住友) были среди тех дзайбацу, которые процветали, наживаясь на торговле с американцами. Промышленный рост в Японии в период между мартом 1950 года и мартом 1951 года составил 50 %. К 1952 году производство вышло на предвоенный уровень, удвоившись за три года. Став независимой страной после договора в Сан-Франциско, Япония также избавилась от некоторых излишних расходов.

### Европа
Развязывание Корейской войны убедило европейских лидеров в том, что коммунистические режимы представляют для них серьёзную угрозу. США пытались убедить их (включая ФРГ) в необходимости укреплять оборону. Однако вооружение Западной Германии воспринималось неоднозначно лидерами других европейских государств. Позже растущая напряжённость в Корее и вступление в войну Китая заставило их пересмотреть свою позицию. Для сдерживания формировавшейся армии ФРГ правительство Франции предложило создать Европейский Оборонный комитет, наднациональную организацию под эгидой НАТО.
Конец Корейской войны обозначил уменьшение коммунистической угрозы и, таким образом, необходимость в создании подобной организации существенно снизилась. Парламент Франции отложил ратификацию соглашения о создании Европейского Оборонного комитета на неопределённый срок. Причиной этого являлись опасения партии де Голля потери Францией суверенитета. Создание Европейского Оборонного комитета так и не было ратифицировано, и инициатива провалилась при голосовании в августе 1954 года.

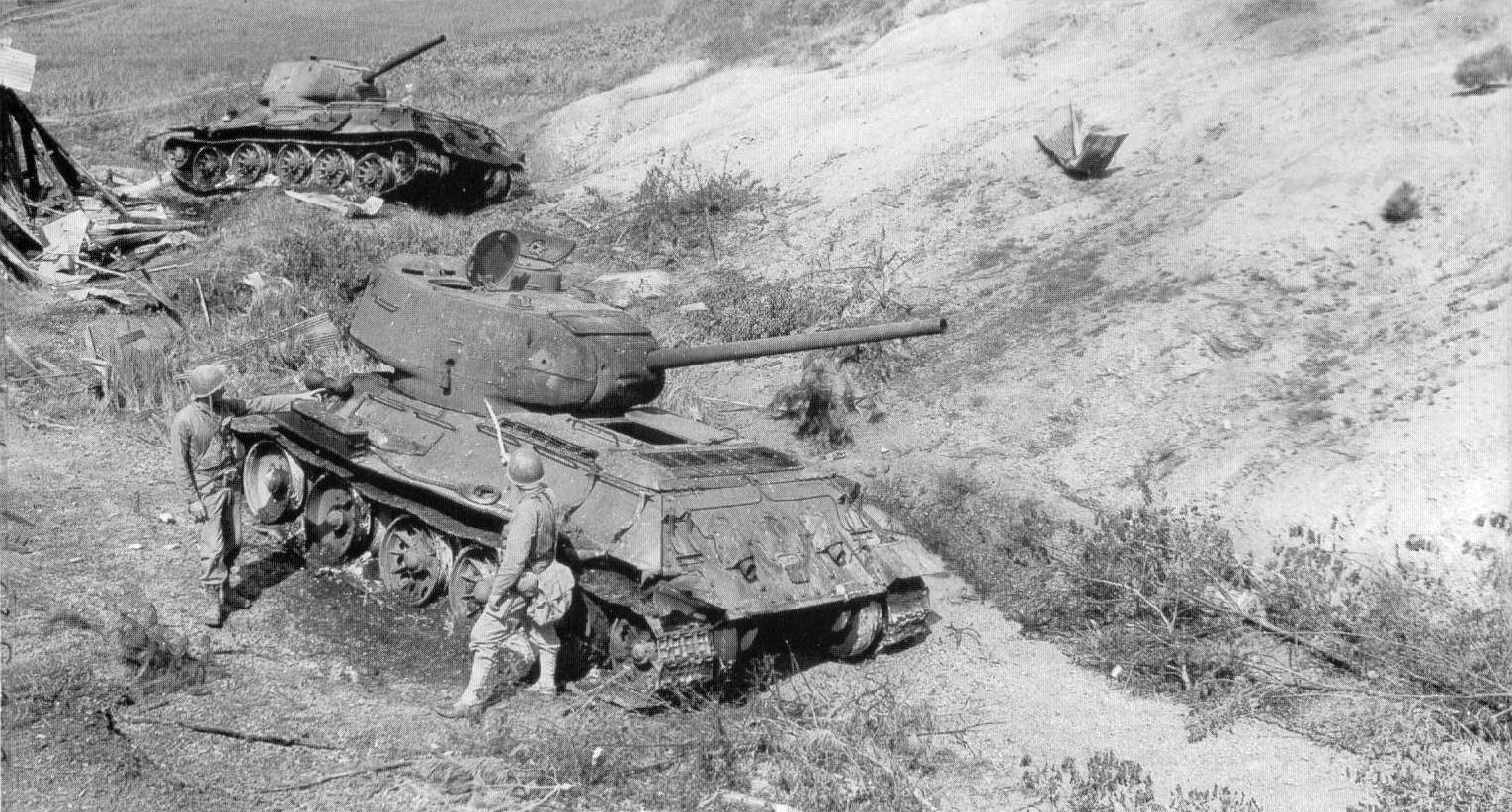
Северокорейские танки Т-34-85, подбитые американскими танками M26 «Першинг»

### СССР
Для СССР война в политическом плане была во многом неудачна. Главная цель — объединение Корейского полуострова под началом «дружественного режима» — достигнута не была, границы частей Кореи остались практически неизменными. Корейская война ускорила заключение мирного договора США с Японией, потепление отношений ФРГ с другими западными странами, создание военно-политических блоков АНЗЮС (1951) и СЕАТО (1954).
В странах третьего мира советская помощь одной из сторон Корейской войны и противостояние ООН привели к росту авторитета СССР, точнее, к росту надежд этих стран на аналогичную помощь. Многие из них после этого встали на социалистический путь развития, выбрав своим покровителем СССР. Кроме того, Корейская война отвлекла на себя значительное внимание, ресурсы и силы США, предоставив СССР возможность и время для разворачивания собственного массового производства ядерных бомб (первая из которых была испытана 29 августа 1949 года) и разработки средств их доставки для удержания США от соблазна нанести превентивный ядерный удар.
Экономически война стала бременем для народного хозяйства СССР: резко возросли военные расходы. Однако значительная их часть была возвращена из КНР, так как помощь КНР для ведения войны в Корее от СССР оказывалась не на безвозмездной основе. Кроме того, около 30 тысяч советских военнослужащих, так или иначе участвовавших в конфликте, получили ценный опыт ведения локальных войн, были опробованы новейшие виды вооружений, в частности, боевой самолёт МиГ-15. Были захвачены образцы новейшей на тот момент американской военной техники, что позволило советским инженерам и учёным применить американские технологии при разработке новых видов вооружений.
По мнению Генри Киссинджера, СССР больше всех проиграл в Корейской войне, так как он утратил доверие КНР, поскольку СССР настаивал на оплате оказанной материально-технической помощи и отказался предоставить поддержку войсками. Это стало предпосылкой будущего советско-китайского раскола. Кроме того, война спровоцировала быстрое и масштабное перевооружение США.

## Память
Турция

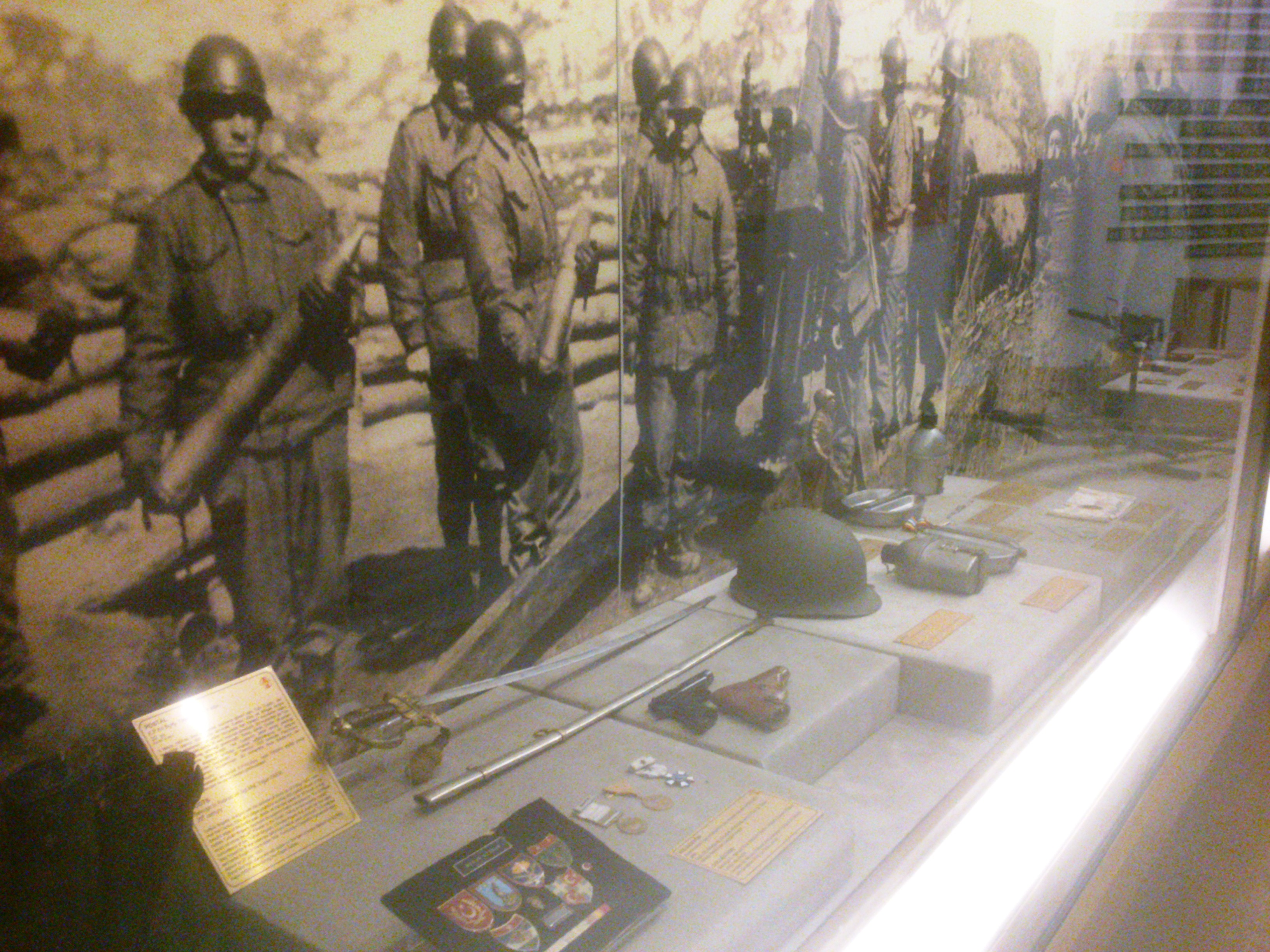
Экспонаты времён войны в Корее, выставленные в военном музее Стамбула (Турция)

В военном музее Стамбула (Турция) имеется отдельный зал, посвящённый участию вооружённых сил Турецкой Республики в данном военном конфликте. В экспозиции представлены фотографии, мундиры, оружие, боевые награды и личные вещи участников.

## В произведениях искусства

«Резня в Корее» Пабло Пикассо (1951; находится в Музее Пикассо, Париж)

Картина Пабло Пикассо «Резня в Корее» (1951) отражает зверства военных против мирного населения, имевшие место во время Корейской войны. В Южной Корее картина была сочтена антиамериканской, что долгое время после войны являлось табу, и запрещена к показу вплоть до 1990-х годов.
В США самым знаменитым отображением войны в искусстве была повесть «Передвижной армейский хирургический госпиталь» Ричарда Хукера (псевдоним Ричарда Хорнбергера). По повести затем были сняты кинофильм «МЭШ» и сериал «МЭШ». Все три художественных произведения описывают злоключения персонала армейского госпиталя на фоне абсурдностей войны. Сериал пронизан не только юмором, но и антивоенным духом. Его показ был запрещён на военных базах США как деморализующий. 

Хотя «МЭШ» даёт довольно правдивое описание полевых госпиталей времён Корейской войны, в телесериале было сделано несколько упущений. К примеру, в частях МЭШ было гораздо больше корейского персонала, чем это показано в сериале, где почти все доктора — американцы. Например, в первой серии фигурирует чернокожий доктор Спирчукер Джонс; однако после раскрытия того факта, что афроамериканцам запрещено было служить в таких госпиталях, персонажа убрали из сериала.

### Кинематограф
- «Примкнуть штыки!» (1951, США) — американские солдаты в Корее суровой зимой 1951 года. Режиссёр — Сэмюэл Фуллер.
- «Юные партизаны» (кор. 소년 빨찌산) (1951, КНДР) — посвящён юным партизанам повзрослевшим в годы войны, реж. Юн Ен Гу[англ.]. Фильм получил "Премию борьбы за свободу" на VI Международном фестивале в Карловых Варах.
- «Стальная каска» (1951, США) — группа американских солдат удерживает буддистский храм. Режиссёр — Сэмюэл Фуллер.
- «Retreat, Hell!» (1952, США) — подготовка к боям в Корее и боевые действия 1-й дивизии морской пехоты США.
- «Мосты у Токо-Ри» (1954, США) — американский пилот атакует северокорейские объекты. По роману Джеймса Миченера. Режиссёр — Марк Робсон.
- «Шанганьлин» (кит. 上甘岭, 1956, КНР) — группа китайских военнослужащих в течение нескольких дней блокирована в подземных бункерах на горе Шангань. Практически не имея запасов еды и воды, они держат оборону до прибытия основных сил. В основе фильма — реальные события октября-декабря 1952 года во время т. н. «Битвы за Треугольную Сопку» (Triangle Hill Battle). Режиссёры — Мень Ша, Линь Шан.
- «Охотники» (1958, США) — американские лётчики-истребители в Корейской войне. Режиссёр — Дик Пауэлл.
- «Высота Порк Чоп Хилл (фильм)» (1959, США) — реальная история об американских солдатах, пытающихся отбить высоту Порк Чоп. Режиссёр — Льюис Майлстоун.
- «Манчжурский кандидат» (1962, США) — главные герои фильма захвачены во время Корейской войны и подвергнуты идеологической обработке (ремейк фильма 2004 года переносит действие в Персидский залив времён войны 1991 года).
- «Невидимый фронт» (кор. 보이지 않는 전선) (1965, КНДР) — фильм о работе сотрудников госбезопасности КНДР, реж. Мин Ден Сик.
- «Поезд особого назначения» (1966, КНДР) — реж. Ким Сон Гё.
- «M*A*S*H» (1970, США) — фильм о персонале полевого госпиталя времён Корейской войны.
- «M*A*S*H» (1972—1983, США) — телевизионный сериал, продолжающий сюжетную линию фильма и романа Ричарда Хукера. Сериал шёл на экранах в несколько раз дольше, чем продолжался сам корейский конфликт.
- «Безымянные герои» (кор. 이름 없는 영웅들) (1978-1983, КНДР) — шпионский сериал, реж. Рю Хо Сон и Ко Хак Лим.
- «Инчхон» (1981, США) — фильм описывает Инчхонскую битву, переломный момент войны.
- «Остров Вольми» (1982, КНДР) — немногочисленные защитники острова Вольми под градом артиллерийских снарядов, лишённые подкрепления, противостоят мощной американской десантной группировке.
- «Приказ № 027» (кор. 명령-027호) (1986, КНДР) — фильм об отряде специального назначения северокорейской армии, действующем в тылу противника.
- «Объединённая зона безопасности» (кор. 공동 경비 규역, 2000, Южная Корея) — в районе демилитаризованной зоны, разделяющей Северную и Южную Корею, южнокорейским военным убиты два северокорейских солдата. Объединённая шведско-швейцарская команда из нейтральных сил, инспектирующая демилитаризованную зону, подозревает в убийстве третью сторону.
- «38-я параллель» (2004, Южная Корея) — два корейских брата посланы на войну. Старший пытается защитить младшего, часто рискуя собственной жизнью. Это порождает эмоциональный конфликт, отражённый в фильме.
- «Добро пожаловать в Донмакголь» (кор. 웰컴 투 동막골, 2005, Южная Корея). Во время Корейской войны три северокорейских солдата, два южнокорейских и американский лётчик случайно оказываются в забытой деревушке Донмагколь. Все три группировки забывают о войне, бушующей вокруг, и пытаются найти способ ужиться в этой деревушке, которую все они полюбили.
- «Линия фронта» (2011, Южная Корея) — февраль 1953 года. Корейская война близится к концу. Стороны ведут переговоры о прекращении огня и заключении перемирия, но переговорный процесс идёт не так легко. В то же время их армии всё ещё продолжают сражаться. Особенно ожесточённые бои идут на восточном фронте в районе холма Эрок. Режиссёр — Хон Чжан.
- «71: В огне» (2010, Южная Корея) — фильм основан на реальных событиях. Август 1950 года. Корейский полуостров охвачен огнём военных пожарищ. Южнокорейские войска вынуждены отступать под натиском Корейской народной армии. Линию фронта удалось стабилизировать лишь у реки Нактонган. Здесь идут кровопролитные бои. Роте, состоящей из семидесяти одного студента-новобранца, приказано держать оборону Пхоханской средней школы для девочек. Перед ними поставлена практически невыполнимая задача — как можно дольше сдерживать продвижение противника, намного превосходящего их численностью. Режиссёр: Ли Чжэ Хан.
- «Товарищи (Comrades)» (2010, Южная Корея) — 20-серийная драма о судьбах южно- и северокорейских армий, о бедах, которые может принести война, и неожиданных поворотах судьбы девяти мужчин и трёх женщин.
- «Международный рынок (Gukjesijang)» (2014, Южная Корея) — история о людях, которые пережили Корейскую войну в 1950-х. Режиссёр: Юн Дже Гюн.
- «Западный фронт (Seobujeonseon)» (2015, Южная Корея) — Три дня до перемирия. Южнокорейский солдат Нам-бок должен доставить секретный документ, но во время обстрела теряет и пакет, и всех своих товарищей. Тем временем 18-летний северокорейский танкист Ён-гван и его танковая бригада попадают под авиаудар. Военный фильм и комеди-драма. Весь фильм строится на взаимоотношениях двух главных героев — солдат воюющих сторон, волею судьбы оказавшихся в одном танке. Фильм изобилует смешными и даже фарсовыми моментами (знаменитая погоня танка Т-34 за подбитым американским самолётом), можно отметить достоверную фактологическую составляющую, крепкую работу оператора.
- «Айла» (тур. Ayla, 2017, Турция) — фильм турецкого режиссёра Джана Улькая, события которого посвящены одному из эпизодов корейской войны с участием турецкой бригады. Фильм был номинирован на Оскар от Турции.
- «Битва за Чансари» (2019, Южная Корея) — события фильма, основанного на реальной истории, развиваются во время Корейской войны вокруг группы солдат, состоящей из 772 бывших студентов.
- «Битва при Чосинском водохранилище» (2021, Китай, Гонконг) — фильм посвящён событиям одноимённого сражения в октябре 1950, в центре сюжета — группа бойцов китайской армии.
- Битва при Чосинском водохранилище-2" (2022, Китай, Гонконг) — фильм посвящён событиям одноимённого сражения в октябре 1950, в центре сюжета — группа бойцов китайской армии.

### В художественной литературе
- Джеймс Р. Арнольд. Пусанская катастрофа, 1950. Триумф Северной Кореи // Пламя «холодной войны»: Победы, которых не было = Cold War Hot: Alternative Decisuicions of the Cold War / под ред. Питера Цуроса (англ. Peter Tsouras), пер. Ю. Яблокова. — М.: АСТ, Люкс, 2004. — 480 с. — (Великие противостояния). — 5000 экз. — ISBN 5-17-024051-1. Архивировано 11 июля 2009 года.
- Сергей Анисимов. Вариант «Бис-2». Год мёртвой змеи. — СПб.: Лениздат, 2006. — 10 000 экз.